# Lista de personagens de Legends of Tomorrow
Legends of Tomorrow é uma série de televisão americana, desenvolvida por Greg Berlanti, Marc Guggenheim, Phil Klemmer e Andrew Kreisberg, baseada em vários personagens da DC Comics. A série estreou nos Estados Unidos em 21 de janeiro de 2016, transmitida pela emissora The CW, e terminou sua primeira temporada em 19 de maio de 2016. A segunda temporada estreou em outubro de 2016 e terminou em abril de 2017. A terceira temporada estreou em outubro 2017 e concluída em abril de 2018, enquanto a quarta temporada estreou em outubro de 2018 e encerrou em abril de 2019.
Legends of Tomorrow segue o Mestre do Tempo Rip Hunter (Arthur Darvill), cuja missão é impedir que Vandal Savage (Casper Crump) mate sua esposa e filho e destrua o mundo. Os membros da equipe (As Lendas) que se juntam ao Rip na primeira temporada são: Martin Stein (Victor Garber); Ray Palmer / Átomo (Brandon Routh); Sara Lance / Canário Branco (Caity Lotz); Jefferson Jackson (Franz Drameh); Kendra Saunders / Mulher-Gavião (Ciara Renée); Carter Hall / Gavião Negro (Falk Hentschel); Mick Rory / Onda Térmica (Dominic Purcell); e Leonard Snart / Capitão Frio (Wentworth Miller). Amy Pemberton dá voz a I. A. Gideon. No final da temporada, Snart se sacrifica para salvar as lendas e Kendra e Carter partem após a derrota de Savage. A segunda temporada se concentra nos pontos de fixação restantes das Lendas, no tempo que foram alterados, chamados "aberrações"; eles se juntam ao historiador Nathe Heywood / Cidadão Gládio (Nick Zano) e a membro da Liga da Justiça da América, Amaya Jiwe / Vixen (Maisie Richardson-Sellers), e enfrentam a Legião do Mal, composta por Eobard Thawne / Flash Reverso (Matt Letscher), Damien Darhk (Neal McDonough), Malcolm Merlyn / Arqueiro Negro (John Barrowman) e Snart perdido no tempo. No final da temporada, Rip parte após a derrota da Legião.
A terceira temporada se concentra nas Lendas reparando anacronismos que eles causaram ao longo do tempo durante sua batalha final com a Legião do Mal. Além disso, eles lidam com a Agência do Tempo de Rip Hunter e são perseguidos por uma entidade demoníaca, Mallus, cuja discípula Nora (Courtney Ford) ressuscitou Damien Darhk, seu pai, e a futura neta de Amaya, Kuasa. A equipe se junta a hacker Zari Tomaz (Tala Ashe) e ao velocista Wally West / Kid Flash (Keiynan Lonsdale), com os agentes da Agência do Tempo, Ava Sharpe (Jes Macallan) e Gary Green (Adam Tsekhman) se tornando sócios próximos. Durante a temporada, Martin morre durante a invasão da Terra-X e Jefferson parte após a morte de Martin. No final da temporada, Rip morre lutando contra Mallus e Amaya parte após a derrota do demônio. A quarta temporada se concentra nas Lendas que lidam com os fugitivos - um grupo de monstros de origens míticas que fugiram quando libertaram Mallus para impedir que ele se espalhasse ao longo do tempo. A equipe se junta ao detetive oculto John Constantine (Matt Ryan), a fugitiva Charlie (Maisie Richardson-Sellers) e Mona Wu (Ramona Young), que podem se transformar em uma criatura mágica Kaupe. Antes da temporada, Wally partiu para se encontrar, enquanto Nate parte para trabalhar na Agência do Tempo até finalmente retornar para as Lendas.
A seguir se apresenta a lista de personagens apresentados na série. Muitos dos personagens que apareceram na série são adaptados de personagens da DC Comics.

## Visão Geral
| Personagens                                 | Interpretado por          | Primeira Aparição                     | Temporadas   | Temporadas   | Temporadas   | Temporadas   | Temporadas   | Temporadas      |
| Personagens                                 | Interpretado por          | Primeira Aparição                     | 1            | 2            | 3            | 4            | 5            | 6               |
| ------------------------------------------- | ------------------------- | ------------------------------------- | ------------ | ------------ | ------------ | ------------ | ------------ | --------------- |
| Elenco Principal                            |                           |                                       |              |              |              |              |              |                 |
| Martin Stein / Nuclear                      | Victor Garber             | "Piloto, Parte 1"                     | Principal    | Principal    | Principal    |              |              |                 |
| Ray Palmer / Átomo                          | Brandon Routh             | "Piloto, Parte 1"                     | Principal    | Principal    | Principal    | Principal    | Principal    |                 |
| Rip Hunter                                  | Arthur Darvill            | "Piloto, Parte 1"                     | Principal    | Principal    | Recorrente   |              |              |                 |
| Sara Lance / Canário Branco                 | Caity Lotz                | "Piloto, Parte 1"                     | Principal    | Principal    | Principal    | Principal    | Principal    | Principal       |
| Jefferson Jackson / Nuclear                 | Franz Drameh              | "Piloto, Parte 1"                     | Principal    | Principal    | Principal    |              |              |                 |
| Kendra Saunders / Mulher-Gavião             | Ciara Renée               | "Piloto, Parte 1"                     | Principal    |              |              |              |              |                 |
| Carter Hall / Gavião Negro                  | Falk Hentschel            | "Piloto, Parte 1"                     | Recorrente   |              |              |              |              |                 |
| Gideon                                      | Amy Pemberton             | "Piloto, Parte 1"                     | Principal    | Principal    | Principal    | Principal    | Principal    | Principal       |
| Mick Rory / Onda Térmica                    | Dominic Purcell           | "Piloto, Parte 1"                     | Principal    | Principal    | Principal    | Principal    | Principal    | Principal       |
| Leonard Snart / Capitão Frio / Cidadão Frio | Wentworth Miller          | "Piloto, Parte 1"                     | Principal    | Recorrente   | Participação |              |              |                 |
| Eobard Thawne / Flash Reverso               | Matt Letscher             | "Fora do Tempo"                       |              | Principal    |              |              |              |                 |
| Amaya Jiwe / Vixen                          | Maisie Richardson-Sellers | "Fora do Tempo"                       |              | Principal    | Principal    | Participação |              |                 |
| Charlie                                     | Maisie Richardson-Sellers | "A Rainha da Dança"                   |              |              |              | Principal    | Principal    | Archive footage |
| Nathe Heywood / Cidadão Gládio              | Nick Zano                 | "Fora do Tempo"                       |              | Principal    | Principal    | Principal    | Principal    | Principal       |
| Zari Adrianna Tomaz                         | Tala Ashe                 | "Zari"                                |              |              | Principal    | Principal    | Principal    | Recorrente      |
| Zari Tarazi                                 | Tala Ashe                 | "Miss Me, Kiss Me, Love Me"           |              |              |              |              | Principal    | Principal       |
| Wally West / Kid Flash                      | Keiynan Lonsdale          | "Aruba-Con"                           |              |              | Principal    |              |              |                 |
| Ava Sharpe                                  | Jess Macallan             | "Aruba-Con"                           |              |              | Principal    | Principal    | Principal    | Principal       |
| John Constantine                            | Matt Ryan                 | "Beebo, o Deus da Guerra"             |              |              | Recorrente   | Principal    | Principal    | Principal       |
| Mona Wu                                     | Ramona Yong               | A Rainha da Dança                     |              |              |              | Principal    | Principal    |                 |
| Nora Darhk                                  | Courtney Ford             | "O Retorno do Mack"                   |              |              | Principal    | Principal    | Principal    |                 |
| Astra Logue                                 | Olivia Swann              | "Termos de Serviço"                   |              |              |              | Participação | Principal    | Principal       |
| Mobius / Anti-Monitor                       | LaMonica Garrett          | "Crise nas Terras Infinitas, Parte 5" |              |              |              |              | Principal    |                 |
| Gary Green                                  | Adam Tsekhman             | "Aruba-Con"                           |              |              | Recorrente   | Recorrente   | Recorrente   | Principal       |
| Behrad Tarazi                               | Shayan Sobhian            | "Ei, Mundo!"                          |              |              |              | Participação | Recorrente   | Principal       |
| Esperanza "Spooner" Cruz                    | Lisseth Chavez            | "Ground Control to Sara Lance"        |              |              |              |              |              | Principal       |
| Elenco Recorrente                           |                           |                                       |              |              |              |              |              |                 |
| Hath-Set / Vandal Savage                    | Casper Crump              | "Piloto, Parte 1"                     | Recorrente   |              |              | Participação |              |                 |
| Damien Darhk                                | Neal McDonough            | "Piloto, Parte 2"                     | Participação | Recorrente   | Recorrente   |              | Participação |                 |
| Zaman Druce                                 | Martin Donovan            | "Cavaleiros Brancos"                  | Recorrente   |              |              |              |              |                 |
| Lily Stein                                  | Christina Brucato         | "País Fora de Lei"                    |              | Participação | Recorrente   |              |              |                 |
| Malcolm Merlyn / Arqueiro Negro             | John Barrowman            | "O Caminho de Chicago"                |              | Recorrente   |              |              |              |                 |
| Hank Heywood                                | Patrick Lubczyk           | "Vôo à Lua"                           |              | Participação |              |              |              |                 |
| Hank Heywood                                | Tom Wilson                | "O Virgem Gary"                       |              |              |              | Recorrente   |              |                 |
| Dorothy Heywood                             | Susan Hogan               | "O Virgem Gary"                       |              |              |              | Recorrente   |              |                 |
| Wilbur Bennett                              | Hiro Kanagawa             | "Aruba-Con"                           |              |              | Recorrente   |              |              |                 |
| Kuasa                                       | Tracy Ifeachor            | "O Show de Aberrações"                |              |              | Recorrente   |              |              |                 |
| Tabitha                                     | Jane Carr                 | "Caça às Bruxas"                      |              |              |              | Recorrente   |              |                 |
| Desmond                                     | Christian Keyes           | "A Rainha da Dança"                   |              |              |              | Recorrente   |              |                 |
| Konane                                      | Darien Martin             | "Tagumo Ataca!!!"                     |              |              |              | Recorrente   |              |                 |
| Wolfie                                      | Sisa Grey                 | "Lucha de Apuestas"                   |              |              |              | Recorrente   | Participação |                 |
| Lachesis                                    | Sarah Strange             | "A Head of Her Time"                  |              |              |              |              | Recorrente   |                 |
| Atropos                                     | Joanna Vanderham          | "Zari, Not Zari"                      |              |              |              |              | Recorrente   |                 |
| Lita                                        | Mina Sundwall             | "Mr. Parker's Cul-De-Sac"             |              |              |              |              | Recorrente   | Recorrente      |

## Membros das Lendas
| Membro                        | 1.ª temporada | 2.ª temporada | 3.ª temporada | 4.ª temporada | 5.ª temporada |
| ----------------------------- | ------------- | ------------- | ------------- | ------------- | ------------- |
| Martin Stein Nuclear          | Sim           | Sim           | Sim           | Não           | Não           |
| Ray Palmer Átomo              | Sim           | Sim           | Sim           | Sim           | Sim           |
| Rip Hunter                    | Sim           | Sim           | Sim           | Não           | Não           |
| Sara Lance Canário Branco     | Sim           | Sim           | Sim           | Sim           | Sim           |
| Jefferson Jackson Nuclear     | Sim           | Sim           | Sim           | Não           | Não           |
| Kendra Saunders Mulher-Gavião | Sim           | Não           | Não           | Não           | Não           |
| Carter Hall Gavião Negro      | Sim           | Não           | Não           | Não           | Não           |
| Gideon                        | Sim           | Sim           | Sim           | Sim           | Sim           |
| Mick Rory Onda Térmica        | Sim           | Sim           | Sim           | Sim           | Sim           |
| Leonard Snart Capitão Frio    | Sim           | Não           | Sim           | Não           | Não           |
| Amaya Jiwe Vixen              | Não           | Sim           | Sim           | Não           | Não           |
| Nate Heywood Cidadão Gládio   | Não           | Sim           | Sim           | Sim           | Sim           |
| Zari Tomaz                    | Não           | Não           | Sim           | Sim           | Sim           |
| Martin Stein Nuclear          | Sim           | Sim           | Sim           | Não           | Não           |
| Wally West Kid Flash          | Não           | Não           | Sim           | Não           | Não           |
| John Constantine              | Não           | Não           | Não           | Sim           | Sim           |
| Charlie                       | Não           | Não           | Não           | Sim           | Sim           |
| Mona Wu                       | Não           | Não           | Não           | Sim           | Sim           |
| Ava Sharpe                    | Não           | Não           | Sim           | Sim           | Sim           |
| Nora Darhk                    | Não           | Não           | Não           | Sim           | Sim           |
| Gary Green                    | Não           | Não           | Sim           | Sim           | Sim           |
| Behrad Tarazi                 | Não           | Não           | Não           | Não           | Sim           |

## Elenco Principal

### Martin Stein / Nuclear

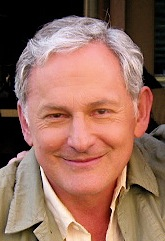
Victor Garber

O professor Martin Stein (interpretado por Victor Garber; temporadas 1–3) é membro da Universidade Hudson e físico nuclear focado na transmutação, que também é metade do personagem Nuclear com Jefferson Jackson. Stein também é ex-professor universitário de Ray Palmer. Inicialmente, viaja no tempo para ter atividades intelectuais e aventuras com a bênção de sua esposa Clarissa; no entanto, depois de alterar acidentalmente sua própria história, ele virou pai na segunda temporada e se tornou avô após a gravidez de sua filha na terceira temporada, Stein descobre a felicidade que ele e Clarissa nunca haviam experimentado na linha do tempo anterior e deseja ficar com sua família. Então, ele começa a tentar separar a matriz do N.U.C.L.E.A.R., com a ajuda de Jax, Ray, Harry Wells, Cisco Ramon e Caitlin Snow. No entanto, durante os eventos da "Crise na Terra-X", Stein fica gravemente ferido durante a fuga da equipe da Terra-X, quando é baleado por dois soldados nazistas. Stein, que vê Jax como um filho substituto, se sacrifica para salvar Jax, separando a matriz do N.U.C.L.E.A.R.. As Lendas, o Time Arrow, o Time Flash, Supergirl e Alex Danvers vingam Stein derrotando os exércitos da Terra-X que são liderados por Overgirl e Arqueiro Negro e matando seus líderes, embora Eobard Thawne consiga fugir.
Victor Garber também interpreta Henry Stein, um ancestral de Martin que vive em Londres, 1895.
Graeme McComb interpreta um jovem Stein em 1975, 1987 e 1992. Após a morte de Stein, seu eu mais jovem de 1992 é acidentalmente deslocado para era Viking com um brinquedo Beebo, e revela detalhes da mudança de Stein em seu passado durante o Hanukkah após seu último encontro com ele mais jovem em 1987. Depois de seguir o conselho de seu futuro eu, o jovem Stein lidera um casamento satisfatório com Clarissa após o nascimento da filha do casal, Lily, com ele sendo um pai dedicado, portanto o jovem Stein e sua esposa estão vivendo uma vida muito mais feliz do que o que teria sido sem interferir no destino de Stein. As Lendas acaba salvando-o e trazendo-o de volta ao seu tempo com um Beebo substituto para sua filha. Ao tomar conhecimento de seu destino em 2017, o jovem Stein decide não aprender os detalhes de sua morte iminente e evitá-la, sabendo que ele morreria aos 67 anos, portanto, um idoso; ele conclui que já teria vivido sua vida ao máximo até então e mesmo que ele alterasse o evento, ele só adiaria por um pouco de tempo porque já era idoso. Ele resolve valorizar a vida que tem como marido e pai e aconselha Jefferson a seguir em frente.
O personagem foi introduzido pela primeira vez em The Flash. Garber deixou a série durante a terceira temporada, após a morte de seu personagem durante o crossover "Crise na Terra-X".
Ele é baseado no personagem da DC Comics de mesmo nome.

### Ray Palmer / Átomo

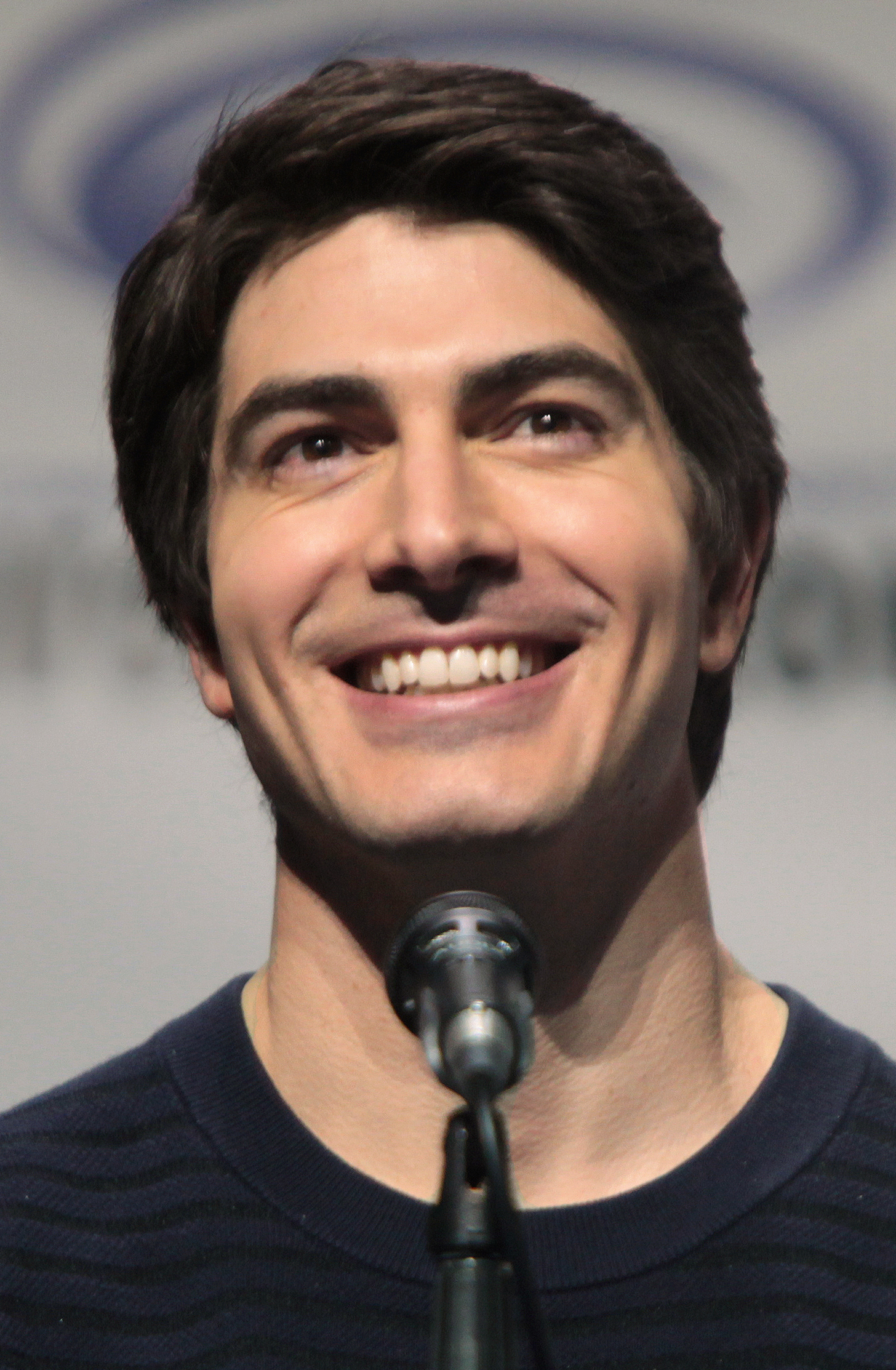
Brandon Routh

Dr. Raymond "Ray" Palmer (interpretado por Brandon Routh ; temporadas 1-5) é um cientista, inventor, empresário e CEO da Palmer Technologies. Depois de perder sua noiva Anna no cerco de Starling City, Ray desenvolveu um traje de proteção para proteger o povo de Starling City e tornou-se membro do Time Arrow. Após um acidente de laboratório onde ficou sendo mantido em cativeiro por 6 meses e com o mundo acreditando que ele estava morto, ele agora é capaz de encolher e crescer para tamanhos imensos enquanto veste o traje. Durante a primeira temporada, ele desenvolve um relacionamento com Kendra Saunders, mas isso termina quando o Gavião Negro é reencarnado como Scythian Torvil. Em temporadas posteriores, Ray forma uma forte amizade com Nate Heywood e desenvolve uma atração por Nora Darhk. Mais tarde, ele se torna o anfitrião do demônio Neron depois de render seu corpo para salvar a vida de Nate. Ele é finalmente salvo e ressuscitado por Constantine.
O personagem foi introduzido pela primeira vez em Arrow.
Em agosto de 2019, foi revelado que Routh iria deixar o elenco principal da série na quinta temporada. Podendo reaparecer como participação especial em Arrow no futuro.
Ele é baseado no personagem da DC Comics de mesmo nome.
- Routh também interpreta o Superman da Terra-96; reprisando o papel de Superman - O Retorno.

### Rip Hunter

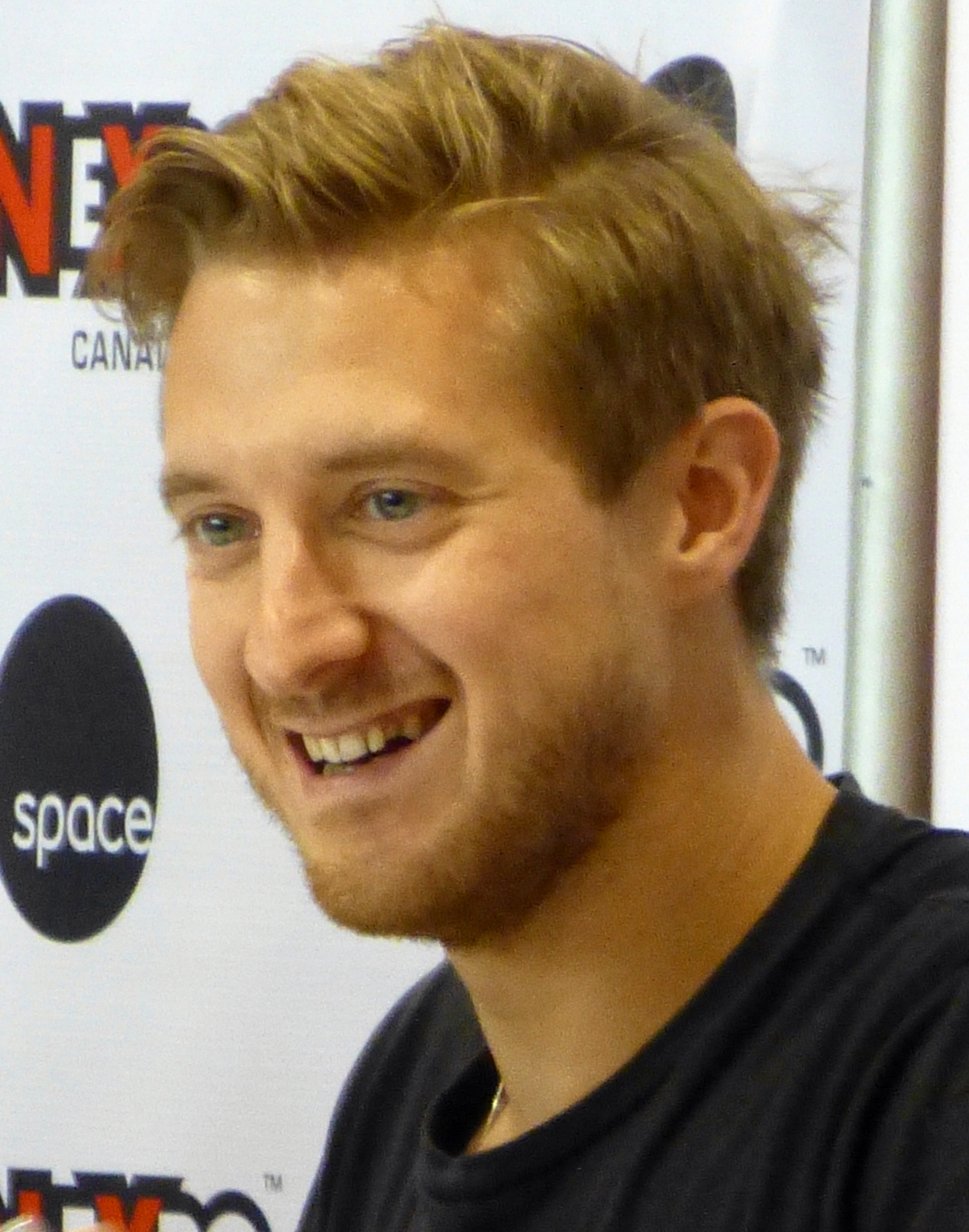
Arthur Darvill

Rip Hunter (interpretado por Arthur Darvill; temporadas 1–2: principal; temporada 3: recorrente) é um viajante do tempo e líder da equipe, além de ex-mestre do tempo, que esconde a tensão de ser responsável pela própria história por trás de uma fachada de charme e sagacidade. Seu objetivo é derrotar Vandal Savage para salvar o mundo e sua família. Ele e Savage são arqui-inimigos ao longo da linha do tempo. Aiden Longworth interpreta um jovem Rip Hunter.
Na segunda temporada, depois de se dar falsas memórias e identidade para proteger a Lança do Destino, Rip é capturado e manipulado para se juntar à Legião do Mal, com a qual ele tenta reescrever o destino dele e de sua família com a lança. Ele também revelou ser um aliado de uma futura variante de Barry Allen, cuja versão mais jovem opera como o Flash no presente. No final da temporada, Rip recupera suas memórias e deixa as lendas, sentindo que não tem mais nada para ensiná-las.
Na terceira temporada, depois de deixar o Waverider por apenas 15 minutos no tempo das lendas, Rip encontra o time novamente em 2017. Durante os cinco anos que se passaram no tempo de Rip, ele criou a Agência do Tempo para substituir os Mestres do Tempo e corrigir os anacronismos causados pelas lendas. No final da temporada, Rip sacrifica sua vida para parar Mallus. Darvill fez parte do elenco recorrente na terceira temporada.
Ele é baseado no personagem da DC Comics de mesmo nome.

### Sara Lance / Canário Branco

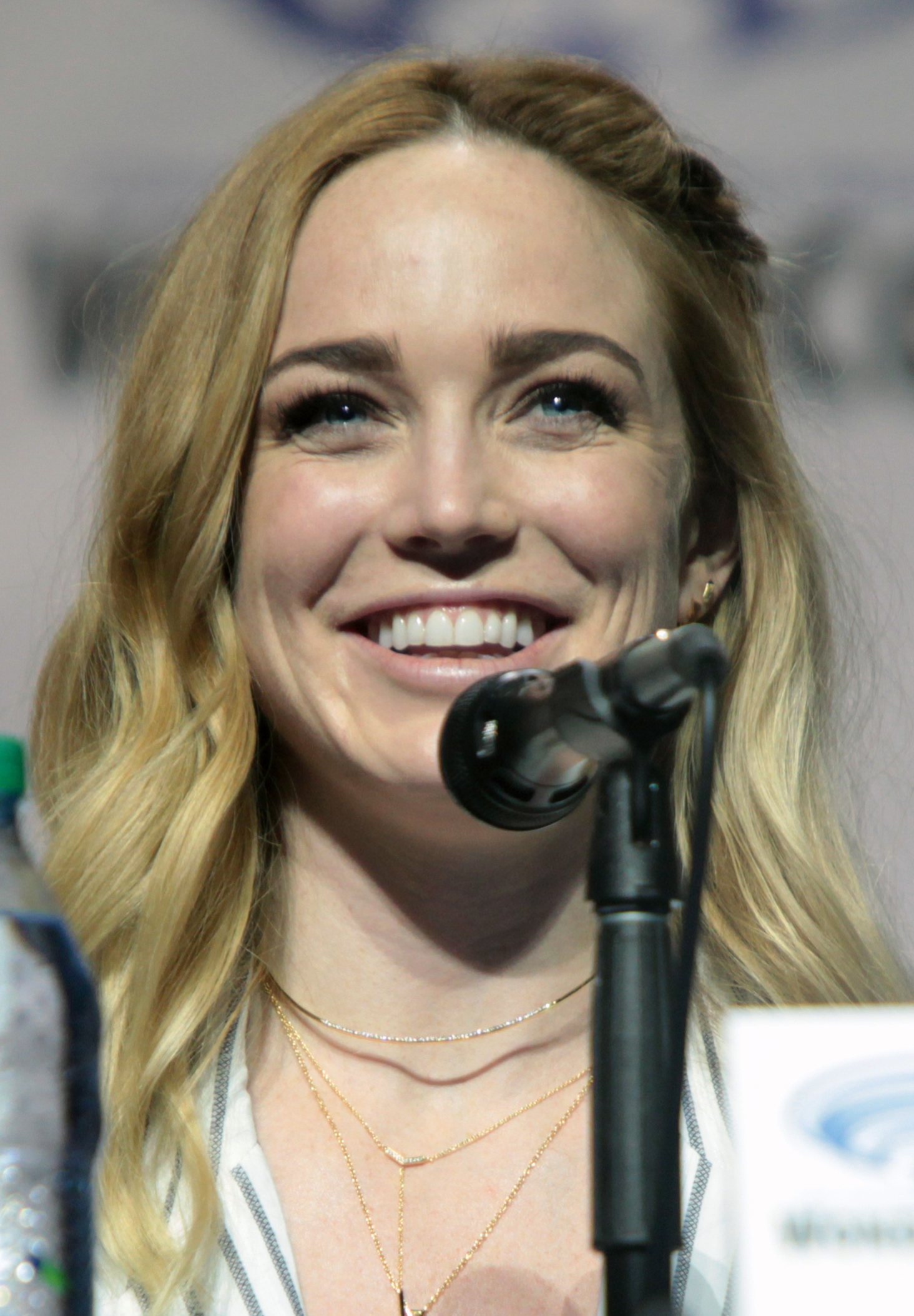
Caity Lotz

Sara Lance (interpretada por Caity Lotz) é um vigilante de Star City e ex-membro da Liga dos Assassinos que inicialmente sofre de problemas de raiva depois de ser ressuscitada pelo místico Poço de Lázaro, pela sua irmã Laurel Lance no episódio "Restauração" de Arrow. Após o desaparecimento de Rip Hunter, ela logo assume o cargo de capitã do Waverider, e continua nesse papel mesmo quando ele retorna a nave e parte novamente para fundar a Agência do Tempo. Emily Murden interpreta uma jovem Sara.
Na primeira temporada, ela é recrutada por Rip Hunter para fazer parte de uma equipe de rejeitados que viaja no tempo com o objetivo de derrotar o vilão imortal Vandal Savage. Antes de partir, Laurel dá a Sara o nome e roupa de Canário Branco para indicar seu novo começo. Ao longo da primeira temporada, Sara continua sua batalha contra a sede de sangue. As lendas retornam a 2016 alguns meses depois que saíram e Sara fica arrasada ao saber do assassinato de Laurel. Sara quer voltar e salvar sua irmã, mas Rip diz que isso só mataria a si mesma e a seu pai.
Na segunda temporada, Sara se torna capitão da nave do tempo Waverider e líder das lendas após o desaparecimento de Rip. Ela persegue sem piedade o assassino de sua irmã, Damien Darhk, ao longo da história antes de aceitar que não pode trazer Laurel de volta devido à delicadeza do tempo.
Na terceira temporada de Legends, Sara continua a liderar a equipe da Waverider enquanto rastreia e repara anacronismos ao longo do tempo, trabalhando em uma parceria antagônica com a nova organização burocrática de Rip Hunter, a Agência do Tempo.
Na quarta temporada de Legends, se concentra em Sara liderando a equipe para rastrear "fugitivos" mágicos da mitologia desde o início do tempo, com o apoio de Ava e da Agência do Tempo.
O personagem foi introduzido pela primeira vez em Arrow.
Ela é vagamente baseada nos personagens da DC Comics Canário Negro e Canário Branco.

### Jefferson Jackson / Nuclear

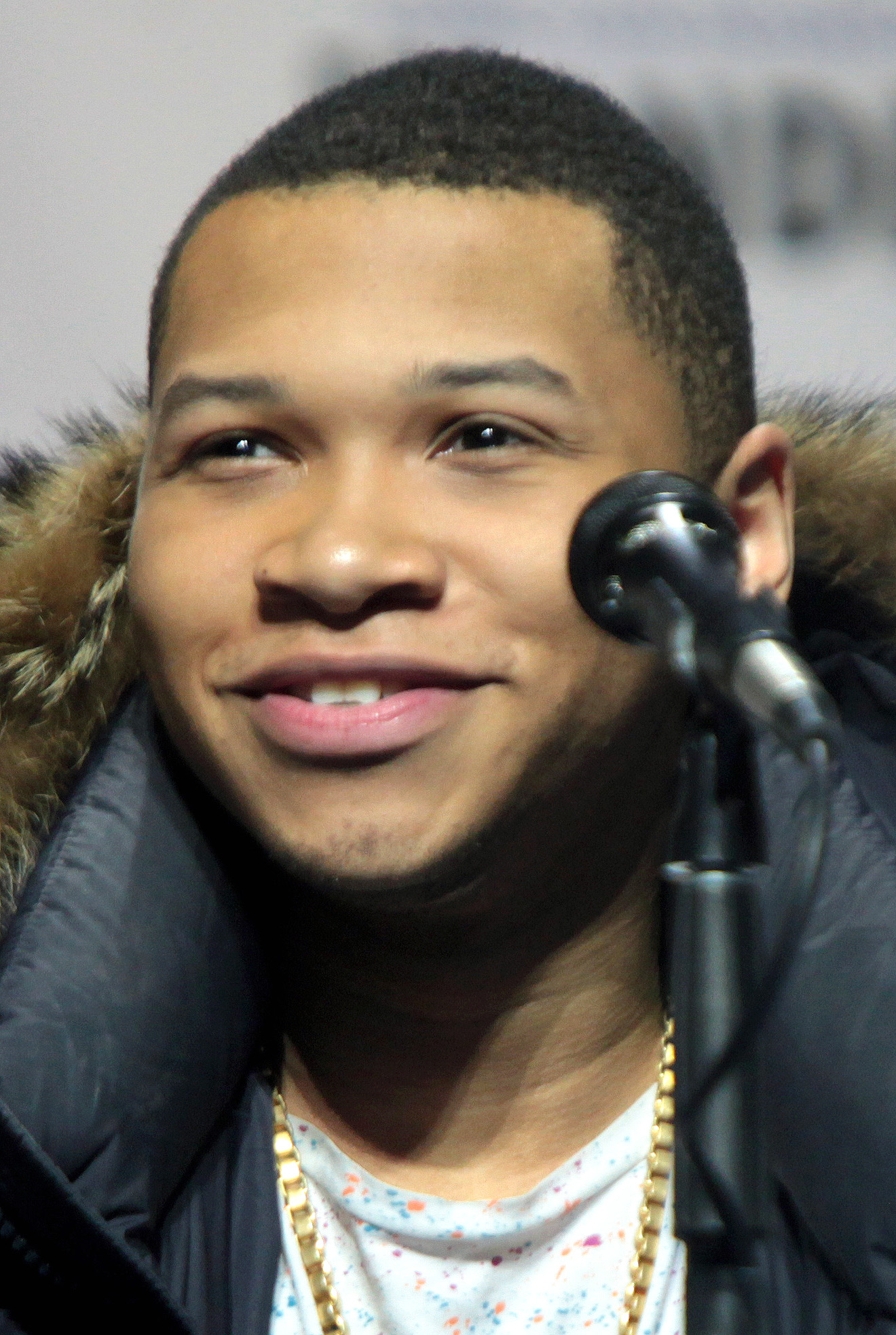
Franz Drameh

Jefferson "Jax" Jackson (interpretado por Franz Drameh; temporadas 1–3) era um atleta do ensino médio cuja carreira profissional foi atrapalhada por uma lesão, levando-o a trabalhar como mecânico de automóveis. Ele serve como a outra metade do personagem Nuclear com Martin Stein. Os produtores decidiram criar Jax como a outra metade de Nuclear para que ele fosse alguém com 20 e poucos anos e diferente de Ronnie Raymond, o Nuclear anterior, trazendo comédia e camaradagem com Stein. Na terceira temporada, é revelado que, com a ajuda de Martin, Jax cumpriu seu sonho de se matricular na faculdade e o terminou, e foi admitido em um programa de pós-graduação em engenharia para obter seu mestrado antes de se reunir com o Lendas.
O personagem foi introduzido pela primeira vez no The Flash. Drameh deixou o elenco principal principal da série no meio da terceira temporada, mas retornou para o final da temporada, onde foi revelado que fazia cinco anos desde sua partida e que durante esse tempo ele se casou e teve uma filha.
Ele é baseado nos personagens da DC Comics Jefferson Jackson e Nuclear.

### Kendra Saunders / Mulher-Gavião

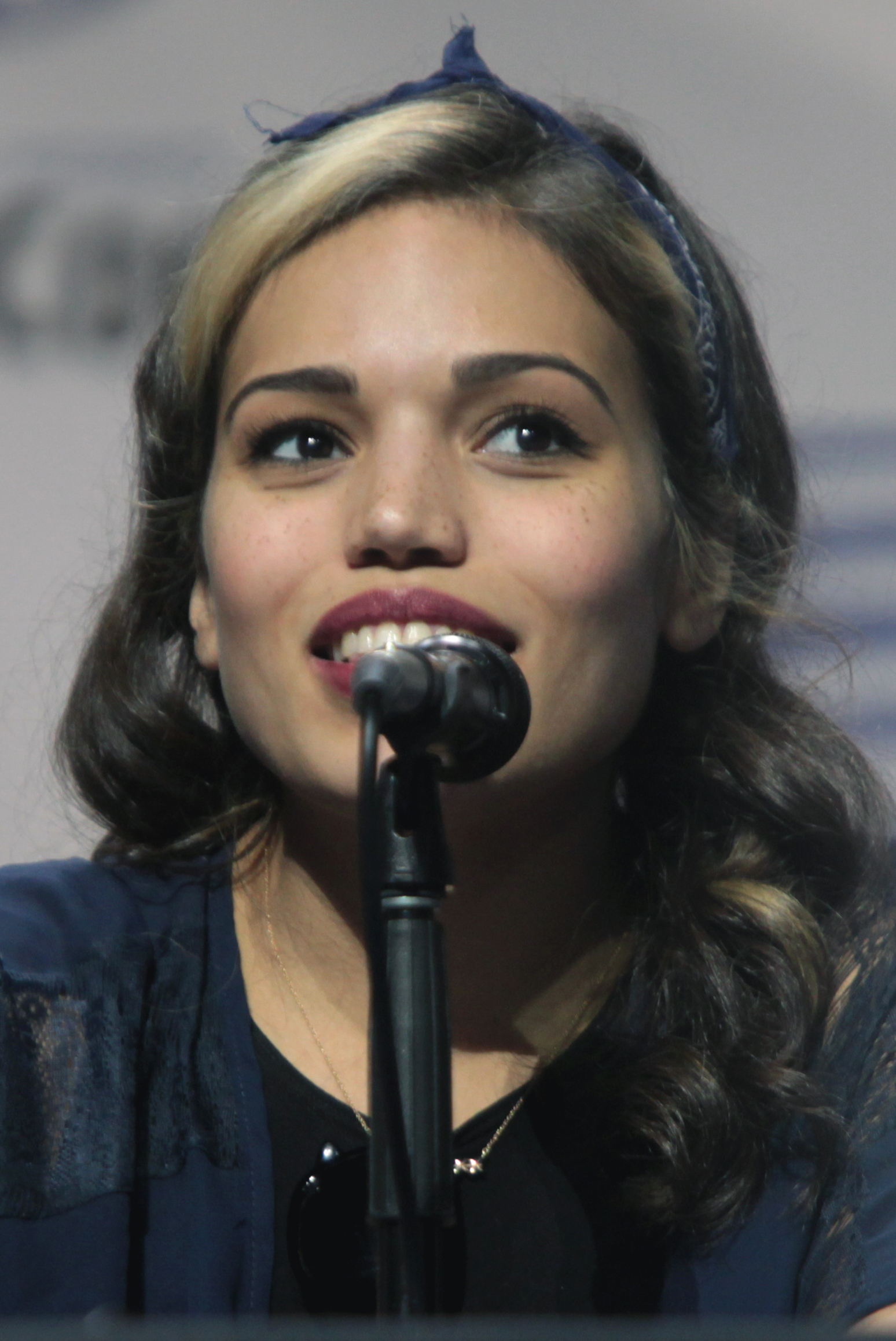
Ciara Renee

Kendra Saunders (interpretada por Ciara Renée; 1.ª temporada: principal) é uma jovem que está apenas começando a descobrir que foi reencarnada repetidamente ao longo dos séculos como a sacerdotisa egípcia Chay-Ara. Quando provocada, sua antiga persona guerreira se manifesta junto com asas que crescem em suas costas. Ela escolhe deixar o time no final da primeira temporada.
A personagem foi introduzida pela primeira vez no The Flash. Anna Deavere Smith retrata uma versão mais antiga em 1871, conhecida como Cinnamon.
Ela é baseada no personagem da DC Comics Mulher-Gavião.

### Carter Hall / Gavião Negro

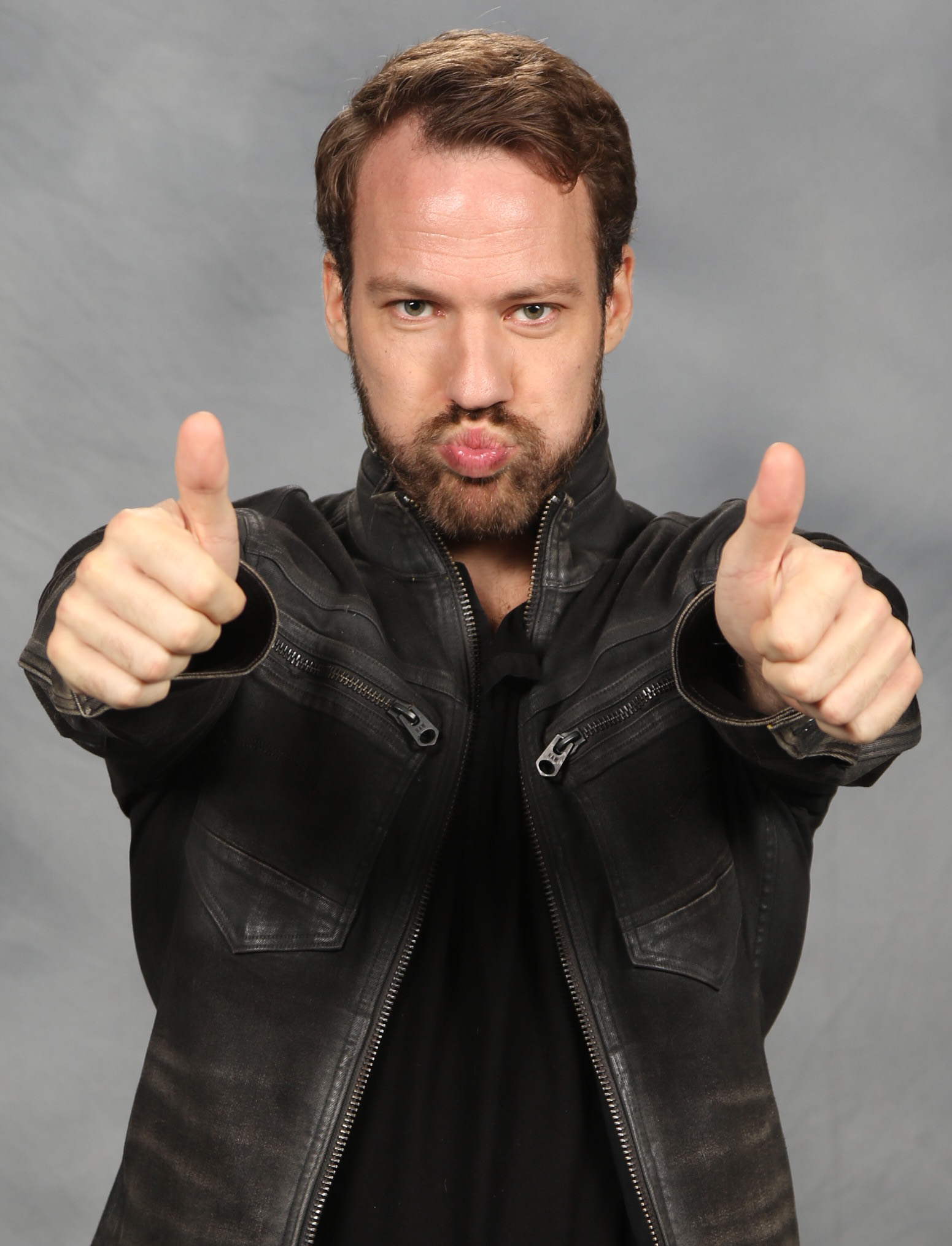
Falk Hentschel

Carter Hall (interpretado por Falk Hentschel; 1.ª temporada: principal) é a mais recente reencarnação do príncipe egípcio Khufu, que está fadado a reencarnar ao longo do tempo junto com sua alma gêmea Kendra, com poderes semelhantes aos dela.
Ele escolhe deixar o time no final da primeira temporada. Hentschel foi creditado como participação especial em suas aparições subsequentes na primeira temporada após a morte do personagem em "Piloto, Parte 2.". Depois de ser morto por Savage em 1975, Carter reencarnou em Scythian Torvil, um soldado sob o domínio de Savage em 2166 inconsciente de suas vidas passadas. Depois de lembrar, Scythian deixa Savage e ajuda a equipe a derrotá-lo.
O personagem foi introduzido pela primeira vez no The Flash.
Ele é baseado no personagem da DC Comics de mesmo nome.

### Gideon
Gideon (dublado por Amy Louise Pemberton) é a inteligência artificial da nave do tempo Waverider. Pemberton retrata uma versão física do personagem no episódio da segunda temporada, "A Terra dos Perdidos", no episódio da terceira temporada ""Lá Vou Eu de Novo"" e no episódio da quarta temporada "Lendas do A-Miau-Miau".
Uma versão alternativa do personagem aparece em The Flash (dublada por Morena Baccarin), que é a inteligência artificial criada por uma versão futura de Barry Allen, que mais tarde entra em posse de Eobard Thawne.
Uma segunda iteração alternativa aparece durante o evento crossover "Crise na Terra-X". A equivalente da Terra-X é a inteligência artificial a bordo do nave Waverider nazista chamado Wellenreiter em alemão, e é dublada por Susanna Thompson.

### Mick Rory / Onda Térmica

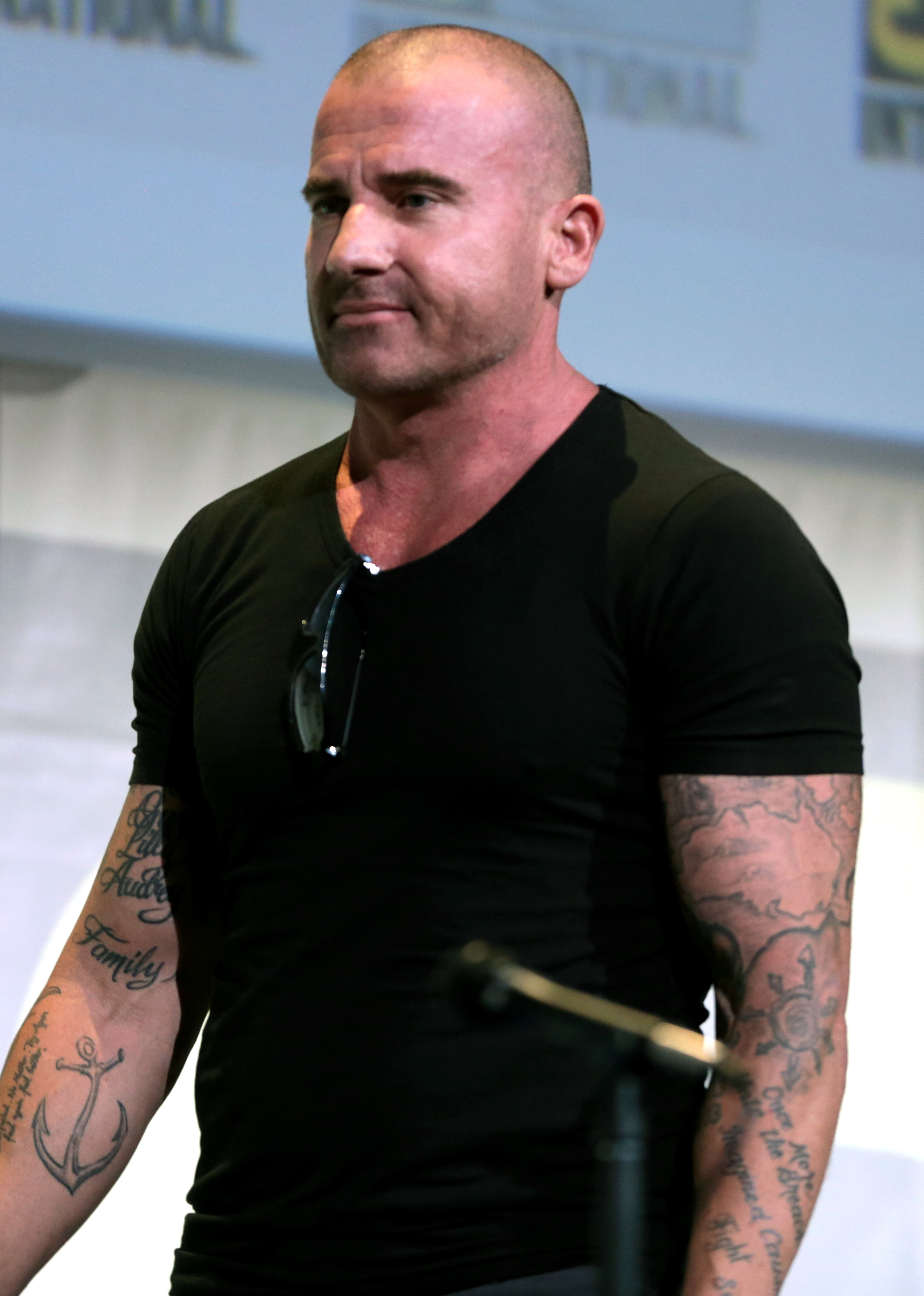
Dominic Purcell

Mick Rory (interpretado por Dominic Purcell) é um incendiário, criminoso de carreira e cúmplice de Leonard Snart que, ao contrário de seu parceiro, usa uma pistola de calor capaz de queimar quase tudo. Depois de ser abandonado no passado por Snart, ele é recrutado pelos Mestres do Tempo e se torna o caçador de recompensas Chronos, que caça as lendas, mas depois se junta à equipe. Mitchell Kummen interpreta um jovem Rory. Mais tarde, ele mostra talento na escrita e se torna um romancista semi-popular sob o pseudônimo "Rebecca Silver".
O personagem foi introduzido pela primeira vez em The Flash.
Ele é baseado no personagem Onda Térmica da DC Comics, enquanto a personagem Chronos é baseado no personagem de mesmo nome.

### Leonard Snart / Capitão Frio

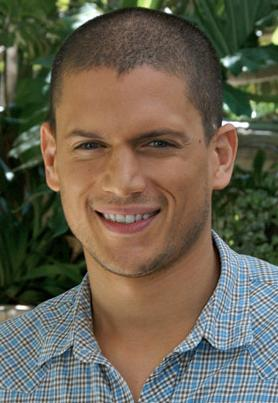
Wentworth Miller

Leonard Snart (interpretado por Wentworth Miller; 1 temporada: principal; temporadas 2–3: recorrente) é filho de um policial corrupto que se volta para a vida rápida e fácil do crime e usa uma arma crônica para congelar objetos e pessoas em contato com sua capacidade de planejar estrategicamente. Ele se sacrifica para destruir o Occulus, para que os Mestres do Tempo não manipulem toda a linha do tempo. Mais tarde, ele reaparece como membro da Legião do Mal, depois que seu eu passado é recrutado pela Legião e o faz viajar no tempo antes de poder se juntar às Lendas.
Durante o crossover Crise na Terra-X, Miller interpretou Leonard "Leo" Snart, a versão da Terra-X de seu personagem, o Cidadão Frio. Esta versão é um herói que sempre apóia o bem maior. Ele está em um relacionamento com Ray Terrill / The Ray. Após a morte do Arqueiro Negro e da Overgirl, Snart permanece na Terra-1, onde ele ajuda o Lendas a lidar com a perda de Martin Stein e a frustrar o plano de Damien Darhk de fazer com que os Vikings de Leif Erikson transformem a América do Norte em New Valhalla. Mais tarde, ele volta à Terra-X para cumprir sua promessa a Ray de ficar juntos.
O personagem foi introduzido pela primeira vez no The Flash.
Ele é baseado no personagem da DC Comics de mesmo nome.

### Eobard Thawne / Flash Reverso

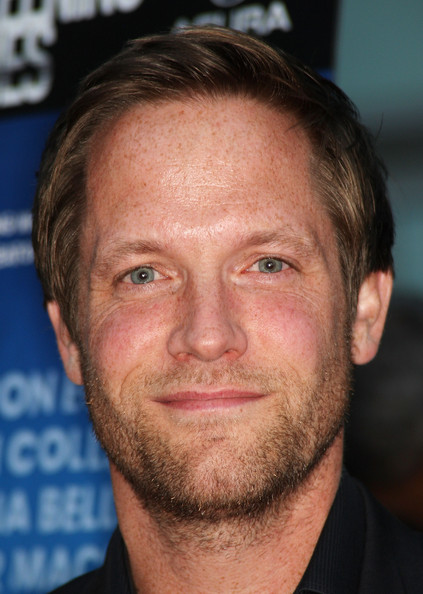
Matt Letscher

O professor Eobard Thawne (interpretado por Matt Letscher; temporada 2: principal) é um velocista metahumano de um futuro e o arqui-inimigo de Barry Allen / Flash. Uma vez obcecado com o super-herói do século XXI, Eobard replicou os poderes de Barry para que ele pudesse se tornar o Flash, apenas para aprender através das viagens no tempo que ele estava destinado a se tornar seu maior inimigo. Com essa revelação, Eobard ficou ressentido e procurou provar sua superioridade como velocista, matando o Flash, e se tornou "Flash-Reverso". Uma duplicata temporal do vilão original criado inadvertidamente pelo Flash depois que ele foi trazido para a linha do tempo "Flashpoint", esta versão percorre a história e causa anomalias que as lendas devem parar. Eobard também está sendo caçado pelos Caçadores de Recompensas, que enviam seu velocista morto-vivo, o Flash Negro, para persegui-lo por seus crimes contra a Força de Acelereção e o status de remanescente do tempo. Descobrindo que seu antepassado Eddie Thawne se matou ao descobrir a existência futura de Eobard e suas ações terríveis, ele procura usar a Lança do Destino para consolidar sua permanência na linha do tempo. Ele é um membro da Legião do Mal.
O personagem foi introduzido pela primeira vez em The Flash.
Ele é baseado no personagem de mesmo nome da DC Comics e é o principal antagonista da segunda temporada.

### Amaya Jiwe / Vixen

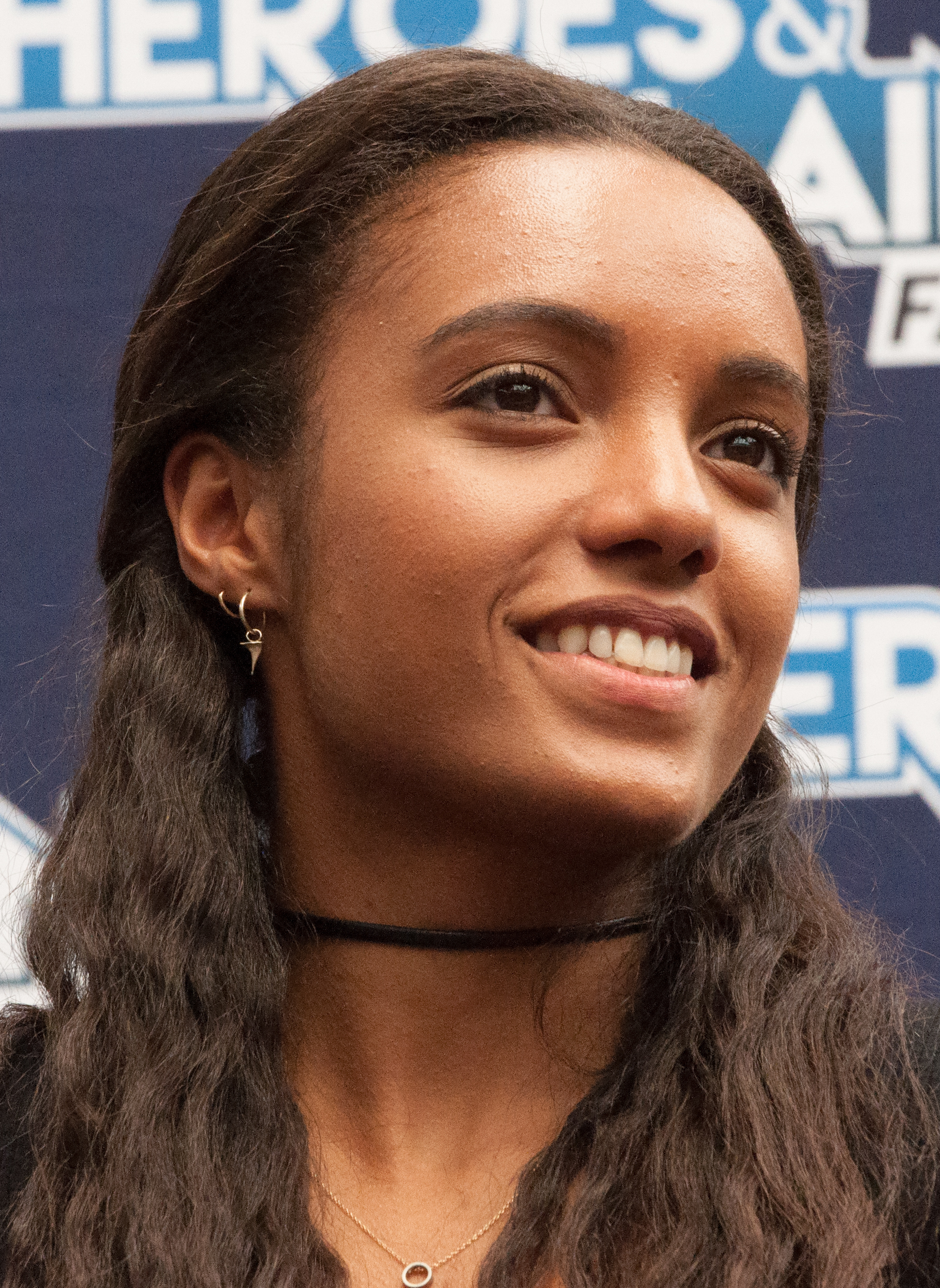
Maisie Richardson-Sellers

Amaya Jiwe (interpretada por Maisie Richardson-Sellers; temporada 2–3: principal) é a avó de Mari McCabe e membro da Sociedade da Justiça da América, capaz de canalizar magicamente as habilidades do reino animal graças ao misterioso Tantu Totem que ela usa em volta do pescoço. Após a morte de seu ex-companheiro de equipe e amante, Rex Tyler, ela decide se juntar às lendas em sua busca pelo assassino. Ela se envolve romanticamente com Nate Heywood, mas é obrigada a voltar ao seu tempo para garantir que sua linhagem familiar ainda exista; esse conflito dificulta o relacionamento e leva a uma partida temporária das lendas após a derrota da Legião do Mal. Após um pouco de vigilância individual, Amaya retorna à equipe para ajudá-los a combater Mallus e seus seguidores - o que se torna pessoal quando sua neta, Kuasa, ressuscita como um dos discípulos de Mallus. Depois de derrotar Mallus, e fazer algumas alterações na linha do tempo que impedem a destruição de sua vila no futuro (e garantir que Mari e Kuasa se tornem heroínas detentoras do totem Zambesi), Amaya retorna ao seu período de tempo para viver sua vida.
Enquanto Amaya Jiwe é uma criação original da série, seu apelido Vixen é uma referência ao personagem da DC Comics com o mesmo nome.

### Charlie / Clotho
Charlie (interpretado por Maisie Richardson-Sellers na forma de Amaya Jiwe, temporada 4 - atual: principal) é um fugitivo mágico que tem poderes de mudança de forma que escapou junto com Mallus e muitos outros. Charlie é uma entidade não humana que é encontrada enquanto ela se apresenta como cantora principal (interpretada por Anjli Mohindra, "Acabei de ver esta caneca em um anúncio de pasta de dente ... gostei do sorriso dela") de uma banda de punk rock em 1977, Londres. Quando encurralado pelas Lendas, Charlie muda para vários membros da equipe antes que John Constantine desative sua transformação, deixando-a presa na forma de Amaya Jiwe. Ela é feita prisioneira a bordo do Waverider. Depois de formar um vínculo com Mick Rory, Charlie fica do lado das Lendas em sua missão, sob a condição de que ela não seja presa. Charlie lentamente começa a recuperar seus poderes de mudança de forma e até o final da temporada parece ter recuperado quase completamente, embora ela permaneça em sua forma Amaya Jiwe quando não estiver usando seus poderes. Charlie diz a Zari que ficar presa em uma forma mortal está fazendo com que ela envelheça pela primeira vez em séculos, o que significa que sua imortalidade virtual está em risco. Quando Charlie participa de um ataque para salvar criaturas mágicas da Agência do Tempo, ela é capturada por Neron e Tabitha, que usam seus poderes de mudança de forma para assustar o público a temer as criaturas. Ela é finalmente salva por Mick e Sara.
Na quinta temporada, Charlie revela que ela é realmente Clotho dos Moirai e que ela escondeu a Lágrima do Destino de suas irmãs para dar a todos o livre arbítrio. Originalmente, ela espalhou as peças pelo Multiverso. Depois que a Crise ocorreu e a Terra-Prime foi formada, as peças foram devolvidas à Terra e ela está sendo caçada por suas irmãs. Após a missão que envolve Genghis Khan, Charlie revelou sua identidade; afirmando que eles não sobreviveriam depois de ver sua verdadeira forma.

### Nate Heywood / Cidadão Gládio

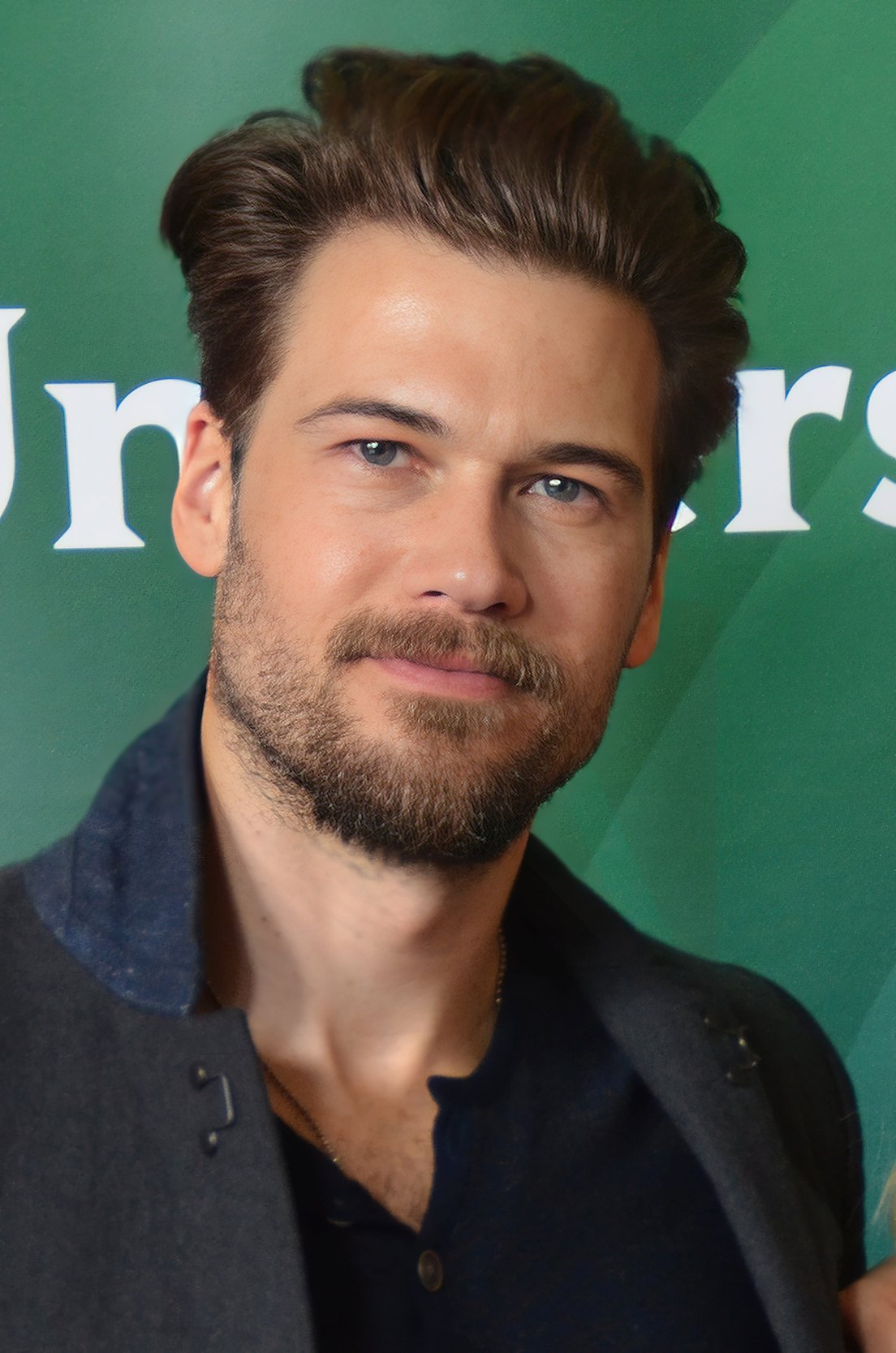
Nick Zano

O Dr. Nathaniel "Nate" Heywood (interpretado por Nick Zano; temporada 2 - atual: principal) é um historiador cujo avô era Henry Heywood / Comandante Gládio, membro da Sociedade da Justiça da América.
No final da quarta temporada, Nate e Constantine planejam tirar Neron do corpo de Ray, enganando-o para matar Nate, quebrando sua promessa anterior de Ray de não machucá-lo. Na vida após a morte, Nate interage com seu pai, antes do Lendas, através de seu amor por Nate, conseguir revivê-lo usando o cajado mágico de Tabitha.
Ele é baseado no personagem da DC Comics de mesmo nome.

### Zari Tomaz

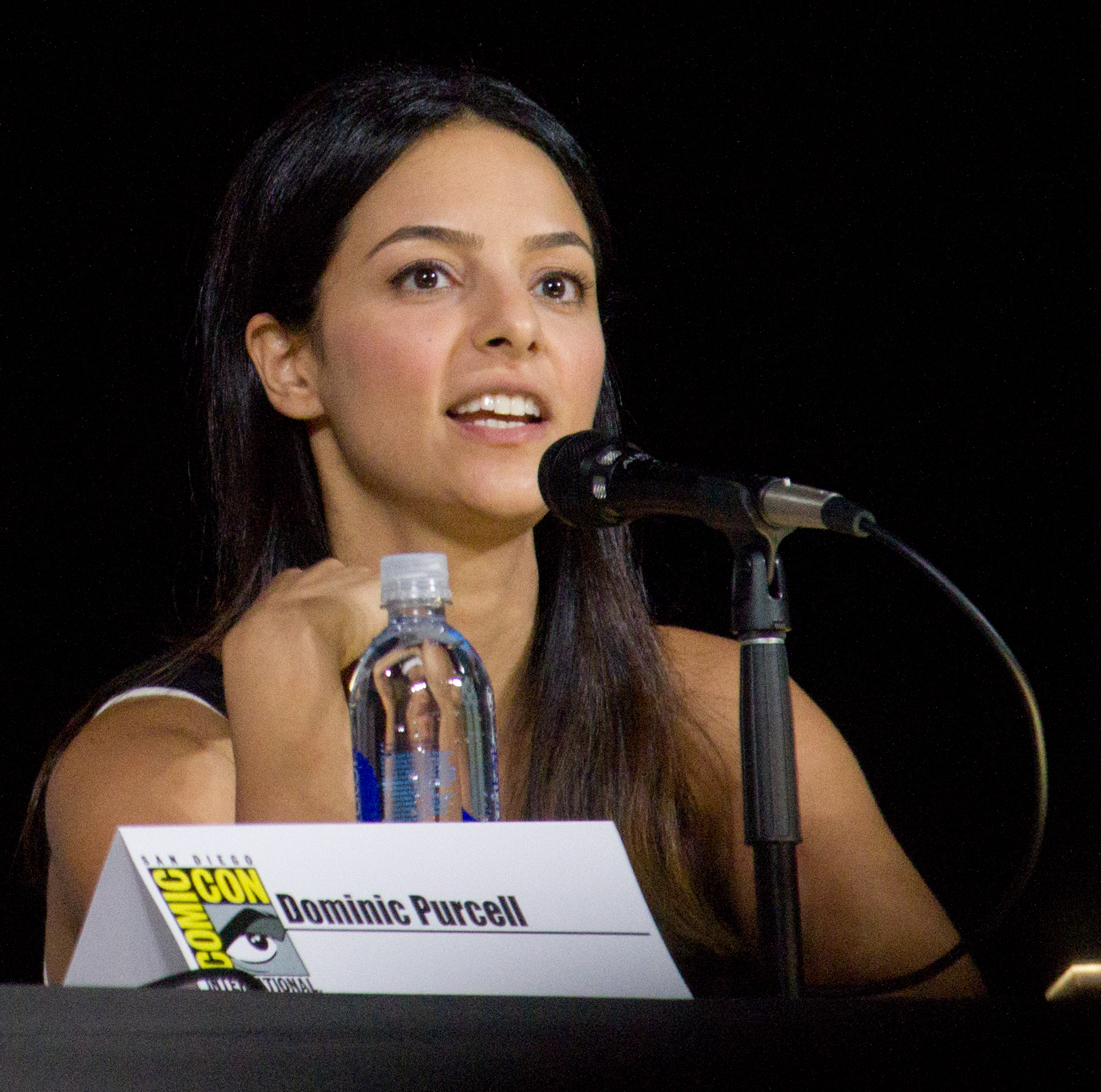
Tala Ashe

Zari Tomaz (interpretado por Tala Ashe; terceira temporada - atual: principal) é uma hacker de computador muçulmana-americana do ano de 2042 que vive uma vida dupla com poderes de uma fonte mística. Marc Guggenheim explicou que parte da motivação para adicionar um super-herói muçulmano à série era o "clima político" nos EUA após as eleições de 2016. "Representação é uma coisa realmente poderosa", disse Ashe. "Quando eu estava assistindo televisão, não via ninguém que se parecesse comigo. Quando penso na versão infantil de mim mesma, acho que amplia sua perspectiva. O que eu acho tão adorável nesse programa é que Legends representa a América hoje." Gracelyn Awad Rinke interpreta um jovem zari a partir de 2019.
Zari possui um amuleto mágico, que lhe concede poderes aéreo cinéticos. O amuleto era de propriedade de seu irmão mais novo, Behrad, que foi morto pela uma distópica  A.R.G.U.S. em 2042. Embora inicialmente hesitante em se juntar aa Lendas, querendo apenas vingar seu irmão, ela finalmente se junta à equipe e entra em um relacionamento com o companheiro de equipe Nate Heywood. No final da quarta temporada, o ensino das lendas sobre compreensão e tolerância resulta em um 2042 distópico, com a história mudada, portanto, com Behrad vivo e Zari nunca se juntando às lendas. O eu adulto de Zari é apagado e substituído por Behrad, com apenas Nate sentindo que algo mudou.
Na quinta temporada, Zari começou a se tornar pioneira quando Nate começa a se lembrar dela. Ele e Behrad, relutantemente, a trazem para o Waverider. Com ela sendo contra Behrad usando o totem de sua família, ela entende por que ele o pegou depois de vê-lo usar para salvar ela e algumas pessoas de Kathy Meyers.
Ela é vagamente baseada na personagem da DC Comics Adrianna Tomaz.

### Wally West / Kid Flash

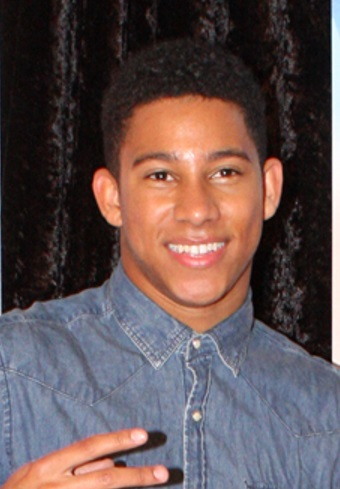
Keiynan Lonsdale

Wally West (interpretado por Keiynan Lonsdale; terceira temporada: principal) é um velocista de Keystone City, e mais tarde Central City, que foi orientado por Barry Allen. Ele é filho de Joe West e irmão de Iris West e procura seu lugar no mundo. Depois de adquirir habilidades metahumanas, Wally treinou com seu irmão adotivo (mais tarde cunhado) e seu companheiro de velocidade Barry Allen, assumindo a responsabilidade em tempo integral de proteger Central City quando Barry estava preso na Força de Aceleração. Wally e H.R. Wells descobrem que Wally era mais rápido do que Barry em seu estágio. Após o retorno de Barry, Wally decide deixar a Central City para forjar seu próprio caminho como pessoa e herói.
O personagem foi introduzido pela primeira vez em The Flash. Foi promovido ao elenco principal de Legends of Tomorrow na terceira temporada, começando em "A Maldição do Totem da Terra", depois de ter participado anteriormente dos episódios "Aruba-Con" e "Lá Vou Eu de Novo".
Ele é baseado no personagem da DC Comics de mesmo nome.

### Ava Sharpe

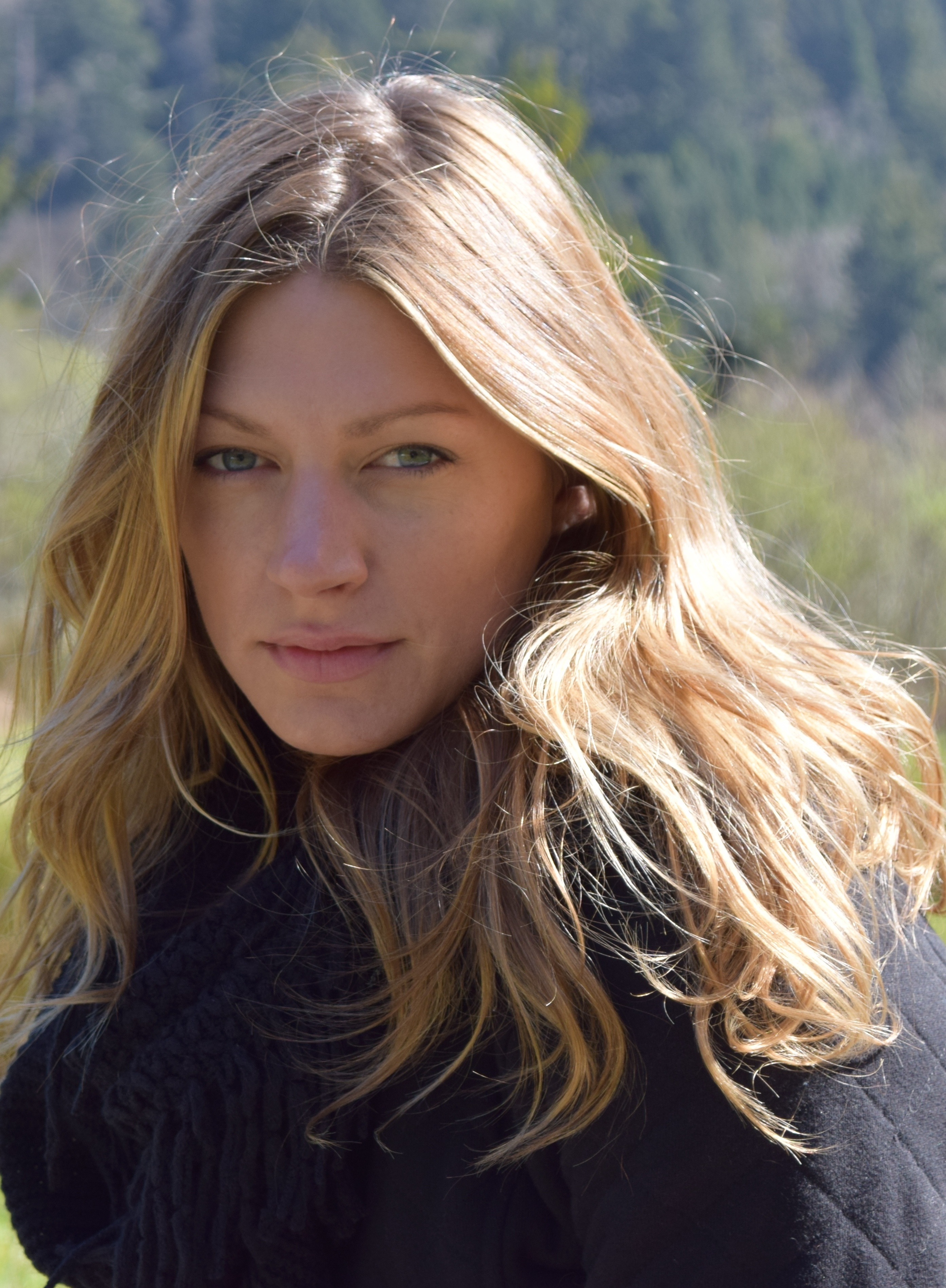
Jess Macallan

Ava Sharpe (interpretada por Jes Macallan; temporada 4 - atual: principal; temporada 3: recorrente) é um agente especial que trabalha com a Agência do Tempo, que inicialmente tem uma forte antipatia pelas lendas. Ela é promovida a diretora da Agência do Tempo, e mais tarde é revelado que ela é a 12ª em uma linha de clones do ano 2213, enganada a acreditar que ela nasceu no final do século XX.  Ela e Sara Lance mais tarde entram em um relacionamento romântico. Macallan foi promovida ao elenco principal da série na quarta temporada. Vanessa Przada interpreta uma jovem Ava.

### John Constantine

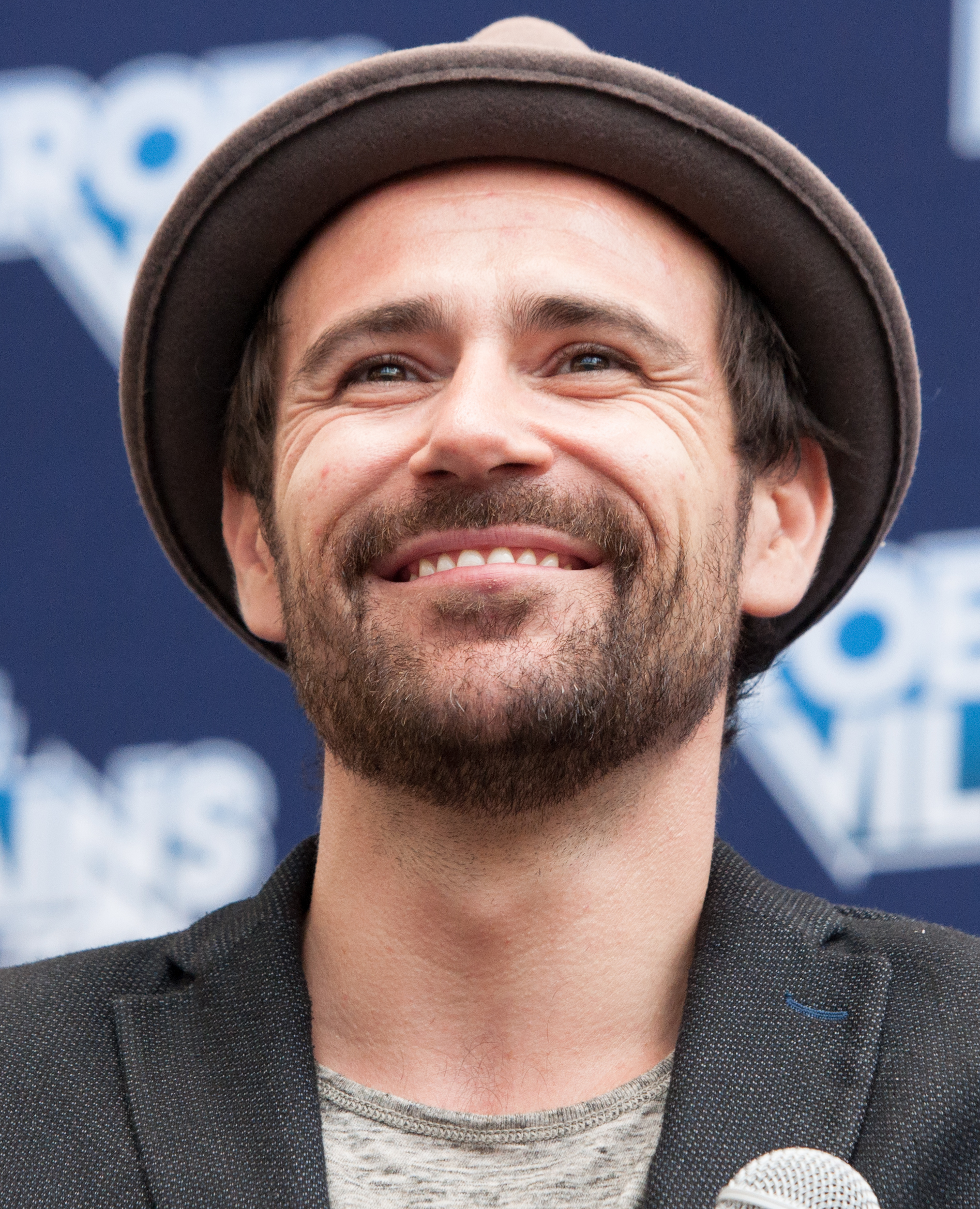
Matt Ryan

John Constantine (interpretado por Matt Ryan; temporada 4 - presente: principal; terceira 3: recorrente) é um ex-vigarista enigmático e irreverente que agora é um detetive sobrenatural relutante e um associado de Oliver Queen, que ajuda as Lendas na luta contra Mallus.
Ryan reprisa o papel em Constantine e Arrow. Ryan foi promovido para o elenco principal na quarta temporada da série. Após a luta contra Mallus, Constantine se junta às lendas para caçar as criaturas mágicas que eles libertaram involuntariamente ao longo da história, finalmente descobrindo um velho inimigo, o demônio Neron, como o cérebro de um plano para dominar o mundo. Constantine finalmente derrota seu inimigo, enganando Neron a quebrar sua palavra, forçando-o a sair do corpo de Ray e depois matando-o.
Ryan também interpreta o rei Kon-sten-tyn, o ancestral de Constantine no século I a.c. e o progenitor de sua linhagem mágica.

### Mona Wu / Wolfie
Mona Wu (interpretada por Ramona Young em forma humana e por Sisa Gray em forma de Kaupe; temporada 4: principal; temporada 5: participação especial) é inicialmente uma garota que faz entregas, mas depois é contratada pela Agência do Tempo devido ao seu conhecimento de criaturas mágicas.
Durante uma luta entre dois agentes da Agência do Tempo e Konane, uma Kaupe com quem ela tem um relacionamento florescente, Mona é acidentalmente cortada no estômago. Como resultado, ela ganha a capacidade de se transformar em uma Kaupe com seu novo alter ego apelidado de "Wolfie". Depois de ser demitida da Agência do Tempo, ela se torna um membro oficial da equipe das Lendas. Mais tarde, ela deixa as Lendas depois que Mick a nomeia como sua sucessora, como "Rebecca Steele".

### Nora Darhk

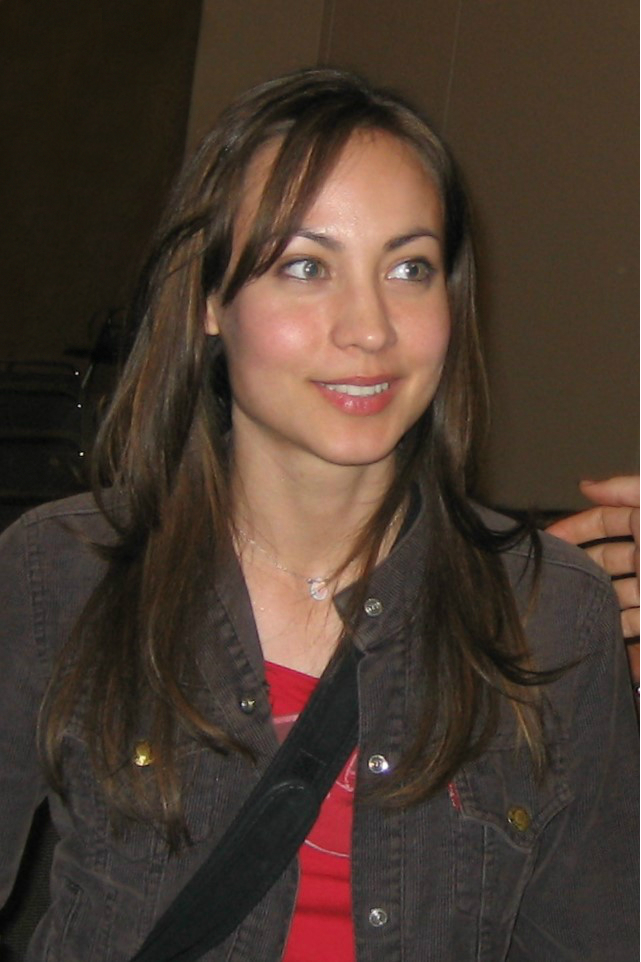
Courtney Ford

Eleanor "Nora" Darhk (interpretada por Courtney Ford; temporadas 4-5: principal; temporada 3: recorrente; Madeleine Arthur como jovem Nora) é filha de Damien Darhk, que revive seu pai ao se tornar uma seguidora de Mallus. Ela ganha poderes mágicos canalizando Mallus. Durante a terceira temporada, ela também ganha temporariamente os poderes dos totens de Zari e Amaya. Após a morte de seu pai e a derrota de Mallus, Nora se entrega voluntariamente a Agência do Tempo. Enquanto presa, ela ocasionalmente assiste as lendas e, eventualmente, desenvolve um relacionamento romântico com Ray Palmer. Nora depois recrutada como parte da Agência do Tempo.
Durante a quarta temporada, Nora ganha os poderes de uma fada madrinha quando Tabitha a engana para assumir seus poderes, bem como o fardo de ter que obedecer às acusações humanas. Ela vai para o inferno e ajuda Constantine a salvar a alma de Ray.
Na quinta temporada, Nora ainda está trabalhando como uma fada madrinha. Mais tarde, ela e Ray deixam o grupo após uma missão para obter a primeira peça do Tear do Destino.
- Ford também interpreta Marie Antoinette, a rainha da França que governou de 1774 a 1792 antes de ser decapitada durante a Revolução Francesa. Astra deu a sua alma uma segunda chance depois disso, revivendo-a. Além disso, ela lhe deu um colar para manter a cabeça presa e um perfume mágico que faz com que qualquer pessoa que cheire seja atraído por ela. Ela encantou vários revolucionários franceses e Napoleão antes que as lendas a parassem, separando a cabeça e o corpo, embora Astra a chamasse para o inferno.

Tuesday Hofmann interpretou a personagem na quarta temporada de Arrow.

### Astra Logue
Astra Logue (interpretada por Olivia Swann; temporada 5; temporada 4: participação especial) foi acidentalmente condenada ao inferno por Constantine como parte de um exorcismo malfeito. Crescer no inferno transformou Astra em uma pessoa má e ela foi levada pelo Mercado de Moedas. Enquanto ela ajuda Constantine e Nora a recuperar a alma de Ray, ela secretamente rouba algumas almas do mal no processo, planejando dar a elas uma segunda chance. Quando ela começou a mexer na moeda de Constantine, ele fez um acordo com ela para que o Loom of Fate mudasse o destino de sua mãe. Isso fez com que Astra lhe concedesse uma suspensão. Depois de retirar Grigori Rasputin e Marie Antonieta do inferno, Astra recebe um dispositivo de visualização especial do Mercado de Moedas para espionar Constantine. Ele detecta Astra e usa um feitiço que a nocauteou. Depois de se recuperar, Astra informou ao Mercado de Moedas que as lendas têm a primeira peça do Loom of Fate.
Astra foi dublada anteriormente por Bailey Tippen (que a interpretou em Constantine) na terceira temporada, enquanto Melody Niemann a interpretou como uma criança na quarta temporada. Swann foi promovida para o elenco regular da série na quinta temporada.

### Mar Novu / Monitor
O Mar Novu / Monitor (interpretado por LaMonica Garrett) é um Multiversal testando diferentes Terras no multiverso, em preparação para uma iminente "crise".

#### Mobius / Anti-Monitor
O Anti-Monitor (interpretado por LaMonica Garrett) é o oposto polar do Monitor, um mal dedicado a acabar com o multiverso.

### Esperanza "Spooner" Cruz
Esperanza "Spooner" Cruz (interpretada por Lisseth Chavez) é uma mulher "durona e autossuficiente" que "vive fora da rede, inventando tecnologia engenhosa para a detecção de - e defesa contra - alienígenas do espaço [...] e enquanto alguns pode chamá-la de paranoica, ela chama de estar preparada. Sobrevivente de um encontro alienígena na infância, Spooner agora acredita que tem a habilidade de se comunicar telepaticamente com alienígenas".

## Elenco Recorrente
Esta é uma lista de atores recorrentes e dos personagens que eles interpretaram em vários episódios, com papéis significativos. Os personagens são listados pela ordem em que apareceram pela primeira vez.

### Introduzidos na primeira temporada

#### Oliver Queen / Arqueiro Verde
Oliver Queen / Arqueiro Verde (interpretado por Stephen Amell) é um playboy, ex-bilionário e político, que atua como vigilante em Star City conhecido como o Arqueiro Verde. Amell também aparece como uma versão de seu personagem em 2046.
Amell reprisa seu papel de Arrow.
- Amell também interpreta o Arqueiro Negro, na versão da Terra-X do personagem.

#### Vandal Savage
Hath-Set / Vandal Savage (interpretado por Casper Crump) é um imortal egípcio antigo que manipulou líderes ao longo da história na tentativa de obter domínio sobre o mundo inteiro. Savage caça as várias encarnações do Gavião Negro e da Mulher-Gavião para prolongar sua vida. Mais tarde, ele é alvo do viajante do tempo Rip Hunter depois de matar a família de Rip em 2166. Ele é morto por Mick Rory em 1958, por Sara Lance em 1975 e por Kendra Saunders e Rip Hunter em 2021.
Na quarta temporada, Vandal Savage aparece no inferno. Ele foi originalmente enviado pelo Triunvirato para torturar Ray Palmer, mas eles começaram a conversar e se tornaram amigos. Savage é retratado como alegre, mencionando que ama as lendas "groovy".
O personagem foi introduzido pela primeira vez em The Flash e é o principal antagonista da primeira temporada.
Baseado nos personagens da DC Comics Hath-Set e Vandal Savage.

#### Damien Darhk
Damien Darhk (interpretado por Neal McDonough) é um ex-membro da Liga dos Assassinos que as Lendas encontram pela primeira vez (do ponto de vista deles) em um leilão de armas em 1975 durante a primeira temporada. McDonough aparece como o personagem em 2016 em Arrow, durante sua quarta temporada, como o líder do grupo clandestino, C.O.L.M.É.I.A. Na segunda temporada, Darhk forma uma aliança com Eobard Thawne / Flash Reverso como um membro da Legião do Mal quando descobre que Sara o matará em 1987 como retribuição pelo assassinato de sua irmã em 2016. Ele está determinado a encontrar a Lança do Destino e usar seus poderes para evitar os eventos que levariam à sua morte pelo Arqueiro Verde.
Embora os eventos de sua morte permaneçam inalterados, Darhk é finalmente ressuscitado por sua filha que viaja no tempo, Nora, e seu mestre Mallus, depois que seu cadáver se desloca na Londres vitoriana e ele promete vingança contra as lendas e seus aliados por sua morte. Sua ressurreição e deslocamentos também criam uma brecha que permitiria que Sara Lance cumprisse sua vingança contra ele sem alterar o curso da linha do tempo. No entanto, horrorizado com as ações de sua filha, Damien começa a sentir remorso por suas ações e, eventualmente, trai Mallus. Durante a batalha final, Damien se sacrifica para que Mallus possa possuí-lo em vez de sua filha.
Na quinta temporada, Astra revive Damien para lhe dar uma segunda chance na vida. Ele deveria causar miséria, mas ele escolheu ver Nora. Depois de saber que ela se tornou uma fada madrinha e queria se casar com Ray, ele ficou inicialmente desapontado com ela, até que a acusação de Nora desejou que os Darhks participassem de seu programa de TV favorito, o Cul-De-Sac do Sr. Parker, para fazê-los resolver seus problemas. Depois disso, os Darhks se reconciliam e Damien permite que Nora se case com Ray. Depois de conversar com Sara sobre o que Astra queria que ele fizesse, ela o emprestou brevemente a espada do Inferno para que ele pudesse se matar com ela.

#### Zaman Druce
Zaman Druce (interpretado por Martin Donovan) é um mestre do tempo que é o mentor de Rip Hunter. Ele se revela um aliado de Vandal Savage. Zaman morre depois que Snart destrói o Oculus que manipularia o próprio tempo.

### Introduzidos na segunda temporada

#### Malcolm Merlyn
Malcolm Merlyn (interpretado por John Barrowman) é um empresário rico e ex-Ra's al Ghul. Ele é um membro da Legião do Mal. O personagem foi introduzido pela primeira vez em Arrow. Barrowman aparece devido ao seu acordo que lhe permite aparecer em todos os shows do Arrowverse. Após as perdas subsequentes de sua esposa e filho e sua empresa, a união de sua filha com o Arqueiro Verde e inúmeras derrotas, Malcolm procura usar a Lança do Destino para reescrever detalhes de sua vida para seus próprios benefícios.

#### Lily Stein
Lily Stein (interpretada por Christina Brucato) é a filha de Martin Stein que foi concebida como resultado de Stein encorajando seu eu mais jovem, de 1987, a mostrar a sua esposa Clarissa o quanto ele a aprecia e a ama. O jovem Stein seguiu o conselho de seu colega e decidiu se concentrar em sua família, incluindo engravidar Clarissa no aniversário dela, mudando significativamente a história de sua família. Antes da mudança na linha do tempo, Stein e sua esposa optaram por não ter um filho devido ao medo de Martin de ser um pai negligente; ele se concentrara em seu trabalho e tendia a negligenciar sua esposa. Ele fica chocado ao descobrir a alteração de seu passado e inicialmente quer restaurar a linha do tempo original. Depois de ver o brilho científico de Lily, Martin se orgulha de ser seu pai. Ele descobre que ele é realmente um bom pai para Lily, e sua vida com Clarissa na nova linha do tempo é muito mais feliz. Apesar de sua missão de proteger a linha do tempo, Stein se recusa a deixar Lily ser apagada. As lendas aceitam Lily por sua lealdade a Stein e descobrem que sua presença só causa impactos mínimos na linha do tempo. Como seu pai, Lily é uma cientista com experiência em nanotecnologia, tendo se formado no Instituto de Tecnologia de Massachusetts. Ela ocasionalmente ajuda as lendas. A personagem apareceu pela primeira vez em The Flash durante o crossover "Invasão!". Na terceira temporada, ela revela estar grávida do namorado. Depois que o filho de Lily nasce, Stein nomeia seu neto Ronald em homenagem a Ronnie Raymond, seu parceiro original como Nuclear. Winter Lily White interpreta uma jovem Lily de 1992.

### Introduzidos na terceira temporada

#### Gary Green
Gary Green (interpretado por Adam Tsekhman) é um agente da Agência do Tempo e subordinado de Ava Sharpe. Ele é desajeitado, hesitante e, muitas vezes, alvo de piadas feitas pelas Lendas e por outros trabalhadores da Agência do Tempo. Enquanto ele sempre fica alegre, ele também tem um "ponto de choro" secreto no banheiro da Agência do Tempo. Eventualmente, a impaciência, o descuido e a crueldade que ele enfrenta, levam Gary a ser seduzido por Neron para se juntar a ele em seu plano maligno. Gary finalmente faz as pazes com as lendas e concorda em ajudá-los a derrubar Neron. Ele começa enviando a fada madrinha de Nora Darhk para o inferno para resgatar John Constantine e a alma de Ray Palmer.

#### Wilbur Bennett
Wilbur Bennett (interpretado por Hiro Kanagawa) é o diretor da Agência do Tempo. Depois que ele é morto por Grodd, Sharpe o substitui como diretor.

#### Kuasa
Kuasa (interpretada por Tracy Ifeachor) é neta de Amaya Jiwe, irmã de Mari McCabe e seguidora de Mallus, que usava o totem da água do Zambeze, o que lhe deu a capacidade de controlar a água. O totem da água é eventualmente infundido com Kuasa, permitindo que ela transforme seu corpo em água para vários propósitos. Anika Noni Rose já dublou Kuasa na série animada Vixen.

#### Mallus
Mallus (dublado por John Noble) é uma entidade misteriosa que surge, existe e morre ao longo do tempo e é um antigo inimigo de Rip Hunter. Ele é o principal antagonista da terceira temporada. Para promover seus objetivos, Mallus faz Nora reviver seu pai enquanto a possui. John Constantine identifica Mallus como um demônio que pode manipular o tempo e o espaço. Durante a batalha final no Velho Oeste, onde Mallus usa Barba Negra, Freydís Eiríksdóttir e Julius Caesar como peões, Mallus é derrotado e morto pelas Lendas usando os Totens que os levam a se transformar em um gigantesco Beebo.
- Além de dar voz a Mallus, Noble aparece como ele mesmo quando Ray Palmer o visita no set de O Senhor dos Anéis: O Retorno do Rei e faz com que ele grave uma reescrita falsa para enganar Nora Darhk.

#### Grodd
Grodd (dublado por David Sobolov) é um gorila hiper-inteligente com poderes telepáticos como resultado de ser experimentado e ex-governante de Gorila City. Quando as lendas quebram o cronograma, Grodd é deslocado no tempo para a Guerra do Vietnã. Ele tenta dominar a Waverider antes de ser nocauteado e cair em um incêndio causado por um ataque aéreo. No entanto, ele é salvo por Damien Darhk, que o convence a se juntar a ele na campanha de Mallus. Ele apareceu pela primeira vez em The Flash. Baseado no personagem da DC Comics com o mesmo nome.

### Introduzidos na quarta temporada

#### Hank Heywood
Henry "Hank" Heywood Jr. (interpretado por Thomas F. Wilson no presente, Patrick Lubczyk na década de 1970) é o pai de Nate Heywood e o filho de Henry Heywood, Sr. Ele é o principal financiador da Agência do Tempo, mas secretamente também está envolvido com algo chamado "Projeto Hades". Quando um grupo de homens não identificados tenta sequestrar uma criatura da Agência do Tempo, Hank altera as imagens de segurança para tentar esconder sua existência. Ele também foi mostrado na companhia do demônio Neron, disfarçado de Desmond. Quando Hank tenta interromper o relacionamento, Neron o mata. Após sua morte, Nate descobre que Hank estava realmente tentando treinar as criaturas mágicas para um parque temático chamado "Heyworld", baseado em um desenho que Nate havia feito quando ele tinha nove anos, acreditando que poderia unificar o país. As lendas continuam a realizar seu sonho. Depois que Constantine engana Neron para matar Nate, o fantasma de Hank se encontra com o fantasma de Nate, afirmando como ele se orgulha dele por começar o Heyworld. Enquanto afirma que ama seu filho, Hank dá a Nate o impulso necessário para trazê-lo de volta à vida.
A versão de 1970 do personagem é encontrada pelas Lendas na segunda temporada.
Hank foi originalmente concebido como o "grande mal" da quarta temporada, um antagonista impenitente que torturava criaturas e as transformava em super soldados, mas quando os roteiristas do programa viram a performance de Wilson e o conheceram como pessoa, o personagem foi reescrito como mais compreensivo e agradável.

#### Dorothy Heywood
Dorothy Heywood (interpretada por Susan Hogan) é a esposa de Hank Heywood e mãe de Nate Heywood.

#### Konane
Konane (interpretado por Darien Martin) é um Kaupe, um fugitivo mágico que é detido pele Agência do Tempo. Ele desenvolve uma atração mútua por Mona Wu, que é gentil com ele, mas ainda luta com sua natureza naturalmente agressiva. Quando um grupo de homens não identificados tenta sequestrá-lo da Agência do Tempo, Mona interfere e o ajuda a fugir para a Cidade do México em 1961, onde ele se torna um lutador profissional. Ele é finalmente descoberto pele Agência do Tempo com um de seus agentes matando-o. Como resultado de Mona ser acidentalmente cortada por Konane, ela desenvolve a capacidade de se transformar em um Kaupe.

#### Desmond
Desmond (interpretado por Christian Keyes) é um barman que é amante de John Constantine. Devido a Desmond ser possuído por Neron como parte de um acordo para impedi-lo de tomar a alma de Constantine, Constantine não tem escolha a não ser mandá-lo para o inferno. Neron continua usando o corpo de Desmond até ser atraído por Constantine e Nora Darhk. Com a morte de Neron, Desmond acorda, mas deixa Constantine, chateado com o que ele relutantemente fez com ele.

#### Neron
Neron é um demônio e inimigo de John Constantine e o principal antagonista na quarta temporada. Antes dos eventos da temporada, Neron abordou Constantine com a ação de sua alma, procurando ajuda para assumir o inferno. No entanto, quando Constantine recusou, Neron fez um acordo com seu amante Desmond, que concordou em vincular sua alma à de Neron para proteger Constantine. Quando Constantine enviou Neron de volta ao inferno, ele também foi forçado a condenar seu amante. Durante a primeira metade da temporada, Neron atormenta Constantine e depois começa a aparecer como Desmond, trabalhando ao lado de Hank Heywood. Depois de matar Heywood, Neron é enganado por Desmond por Constantine e Nora Darhk, o que o leva a possuir Ray Palmer, que concorda em dar-lhe total controle de seu corpo em troca de poupar a vida de Nate Heywood. Neron então força Constantine a abrir um portal para o inferno, que ele usa para trazer de volta sua amante Tabitha. Neron planeja abrir um portal maior, alimentado pelo medo, para desencadear todo o inferno na Terra. No entanto, Constantine e Nate o convencem a quebrar sua palavra. Neron é ejetado do corpo de Ray e morto por Constantine. Baseado no personagem da DC Comics com o mesmo nome.

#### Tabitha
Tabitha (interpretada por Jane Carr) é uma fada madrinha que é uma fugitiva mágica que se esconde em Salem, Massachusetts, durante os julgamentos de bruxas de Salem. Antes de ser banida para o inferno por John Constantine, a fada madrinha recusa sua oferta de se tornar seu novo anfitrião, não querendo irritar o ser que está atrás dele. Mais tarde, esse ser é revelado como o demônio Neron, e ela é revelada como sua amante, a quem o demônio liberta com sucesso do inferno. Ela é forçada a servir os seres humanos, concedendo-lhes seus desejos, até que ela consegue enganar Nora Darhk para tomar seu lugar como a fada madrinha. Tabitha ajuda Neron em seu plano de abrir um portal para o inferno e ataca as lendas com um dragão chamado Wickstable, que originalmente nasceu na posse do jovem Zari. Quando o jovem Zari recupera o controle de Wickstable, o dragão come Tabitha.

#### Behrad Tarazi
Behrad Tarazi (interpretado por Shayan Sobhian) é o irmão mais novo de Zari que foi morto originalmente pela A.R.G.U.S. em 2042. Ele era um vigilante, que usava o amuleto mágico que mais tarde foi adotado por Zari. Quando as Lendas mudam acidentalmente a linha do tempo no final da quarta temporada, Behrad nunca foi morto pela A.R.G.U.S. e assim Zari nunca ganha a posse de seu amuleto, resultando em Behrad se tornando parte do time em vez dela.

### Introduzidos na quinta temporada

#### Atropos
Atropos (interpretado por Joanna Vanderham) é um dos três Moirai, ou Destino, que controlam os destinos de todos os seres vivos. Depois que sua irmã, Clotho, pegou o Tear do Destino e o espalhou pelo multiverso para dar a todos o livre arbítrio, ela e Lachesis começaram uma busca por vingança contra sua irmã traidora. Ela é descrita como “uma máquina de matar implacável com punhais feitos de ossos. Onde quer que ela vá, a morte segue.”

## Participações Especiais
A seguir, é apresentada uma lista de participações especiais e dos personagens que eles interpretaram em vários episódios, com papéis significativos. Os personagens são listados pela ordem em que apareceram pela primeira vez.

### Introduzidos na primeira temporada
- Laurel Lance / Canário Negro (interpretada por Katie Cassidy) - Uma advogada que se tornou vigilante e a irmã mais velha de Sara. Cassidy reprisa seu papel de Arrow.[62]
- Dr. Aldus Boardman (interpretado por Peter Francis James) - Um professor de clássicos da Universidade de St. Roch, especialista na história de Chay-Ara / Mulher-Gavião, Prince Khufu / Gavião Negro e Vandal Savage. Ele também é filho do Gavião Negro e da Mulher-Gavião em uma de suas encarnações.
- Lewis Snart (interpretado por Jason Beaudoin) - Um ex-policial, criminoso de carreira e o pai abusivo de Leonard Snart / Capitão Frio. Uma versão mais antiga do personagem interpretada por Michael Ironside apareceu anteriormente em The Flash.
- Valentina Vostok (interpretada por Stephanie Corneliussen) - Uma física soviética excepcional e vivaz, que desempenha um papel crucial na determinação do destino da Guerra Fria. Baseado no personagem da DC Comics com o mesmo nome.
- Mikhail Arkadin (interpretado por Voytek Skrzeta) - Um oficial do Exército Soviético. Baseado no personagem da DC Comics com o mesmo nome.
- Cisco Ramon / Vibro (interpretado por Carlos Valdes) - Um membro do Time Flash dos laboratórios S.T.A.R. que recebe "vibrações" de certas pessoas através do multiverso. Valdes reprisa seu papel de The Flash.
- John Diggle Jr. / Arqueiro Verde (Terra-16) (interpretado por Joseph David-Jones) - Assumindo o pseudônimo de Connor Hawke, John Jr. assume o manto do Arqueiro Verde na alternativa Star City da Terra-16 após a suposta morte do Oliver Queen da Terra-16. Em Arrow, Connor Hawke e John Diggle, Jr. são personagens separados, com David-Jones interpretando o primeiro e Charlie Barnett o segundo em flashforwards ambientados na década de 2040. Baseado no personagem da DC Comics com o mesmo nome.
- Grant Wilson / Exterminador (Terra-16) (interpretado por Jamie Andrew Cutler) - O filho de Slade Wilson / Exterminador, que governa a futura cidade estelar alternativa da Terra-16 após formar uma revolta para assumir o controle da cidade. [73] Baseado no personagem da DC Comics com o mesmo nome.
- Gilbert (dublado por Andrew Pifko) - Uma I.A. de outra nave do tempo.
- Lindsay Carlisle (interpretado por Ali Liebert) - Um interesse amoroso por Sara Lance na década de 1950.
- Betty Seaver (interpretada por Melissa Roxburgh) - Um interesse amoroso por Jefferson Jackson na década de 1950.
- Ra's al Ghul (interpretado por Matthew Nable) - O ex-líder da Liga dos Assassinos e inimigo de longa data de Damien Darhk e da organização C.O.L.M.É.I.A.. Nable reprisa seu papel de Arrow.
- Talia al Ghul (interpretada por Milli Wilkinson) - A filha de Ra's al Ghul. Uma versão mais velha da personagem (interpretada por Lexa Doig) aparece em Arrow (série de televisão). [82] Baseado no personagem da DC Comics com o mesmo nome.
- Por Degaton (interpretado por Cory Grüter-Andrew) - O aprendiz de Vandal Savage no futuro, que pela influência dele, se tornará um ditador em sua idade adulta. Baseado no personagem da DC Comics com o mesmo nome.
- Rachel Turner (interpretada por Jewel Staite) - Um gênio da tecnologia e roboticista no futuro. Ela é a tataraneta do irmão gêmeo de Ray Palmer, Sydney.
- Jonah Hex (interpretado por Johnathon Schaech) - Um ex-soldado confederado e pistoleiro moralmente ambíguo no Velho Oeste com conhecimento de viagens no tempo.[86] Baseado no personagem da DC Comics com o mesmo nome.
- A Peregrina (interpretado por Faye Kingslee) - Uma assassina dos Mestres do Tempo que caça a equipe, mirando seus eus mais jovens na linha do tempo.
- Quentin Lance (interpretado por Paul Blackthorne) - Um policial de Starling City em 2007 e pai de Sara e Laurel. Blackthorne também aparece como o personagem em 2016, onde é o capitão da polícia de Star City, além de reprisar seu papel de Arrow. Ele agora serve como vice-prefeito de Star City. Baseado no personagem da DC Comics, Larry Lance.
- Mary Xavier (interpretada por Celia Imrie) - A mãe adotiva de Rip Hunter, que cria filhos órfãos para se tornarem Mestres do Tempo.
- Cassandra Savage (interpretada por Jessica Sipos) - A filha de Vandal Savage.
- Felicity Smoak (interpretada por Emily Bett Rickards) - Uma especialista T.I. e ex-interesse amoroso de Ray Palmer. Rickards reprisa seu papel de Arrow.
- Anna Loring (interpretada por Barbara Kottmeier) - A noiva de Ray Palmer. Ela foi morta pelos soldados do Exterminador.
- Clarissa Stein (interpretada por Isabella Hofmann quando adulta, Chanelle Stevenson e Emily Tennant como Clarissa mais nova) - esposa de Martin Stein e mãe de Lily Stein. O primeiro em 1975 e o segundo em 1987 e 1992. Hofmann reprisa seu papel de The Flash.
- Nyssa al Ghul (interpretada por Katrina Law) - A filha de Ra's al Ghul e ex-amante de Sara Lance. Law reprisa seu papel de Arrow. Baseado no personagem da DC Comics Nyssa Raatko.
- Rex Tyler / Homem-Hora (interpretado por Patrick J. Adams) - Um membro da Sociedade da Justiça da América que avisa as lendas de uma ameaça iminente antes de desaparecer misteriosamente. As lendas mais tarde encontram uma versão passada de Rex em 1942, depois descobrindo que ele foi assassinado pelo Flash Reverso, que apagou a versão futura que eles encontraram. Baseado no personagem da DC Comics com o mesmo nome.

### Introduzidos na segunda temporada
- Rei Luís XIII (interpretado por Christiaan Westerveld) - O rei da França.
- Rainha Anne (interpretada por Rebecca Eady) - A rainha consorte do Rei Luís XIII.
- Albert Einstein (interpretado por John Rubinstein) - Um físico vencedor do Prêmio Nobel.
- Mileva Marić (interpretada por Christina Jastrzembska) - Uma física nuclear e ex-esposa de Albert Einstein.
- Henry Heywood, Sr. / Comandante Gládio (interpretado por Matthew MacCaull) - O avô de Nate Heywood e membro da Sociedade da Justiça da América. Baseado no personagem da DC Comics com o mesmo nome.
- Courtney Whitmore / Sideral (interpretada por Sarah Gray) - Membro da Sociedade da Justiça da América. Baseado no personagem da DC Comics com o mesmo nome.
- Charles McNider / Dr. Meia-Noite (interpretado por Kwesi Ameyaw) - Membro da Sociedade da Justiça da América. Baseado no personagem da DC Comics com o mesmo nome.
- Todd James Rice / Manto Negro (interpretado por Dan Payne na década de 1940, Lance Henriksen na década de 1980) - Membro da Sociedade da Justiça da América e filho do Lanterna Verde Alan Scott. Baseado no personagem da DC Comics com o mesmo nome.
- Barão Krieger (interpretado por André Eriksen) - Um oficial nazista que adquiriu um super soro do Flash Reverso e pretendia replicar a fórmula para vencer a Segunda Guerra Mundial. Baseado no personagem da DC Comics Capitão Nazi.
- Masako Yamashiro (interpretado por Mei Melançon) - A filha de Ichiro e ancestral de Tatsu Yamashiro, do Japão feudal.
- Ichiro Yamashiro (interpretado por Sab Shimono) - O pai de Masako e um ancestral de Tatsu Yamashiro do Japão feudal.
- Ulysses S. Grant (interpretado por John Churchill) - Um general da União durante a guerra civil americana que mais tarde se tornaria o 18º Presidente dos Estados Unidos.
- Barry Allen / Flash (interpretado por Grant Gustin) - Um investigador policial forense de Central City que tem velocidade sobre-humana. Gustin também dubla uma versão mais antiga de Allen que deixa uma mensagem para Rip Hunter no ano de 2056. Gustin reprisa seu papel de The Flash.
- Quentin Turnbull (interpretado por Jeff Fahey) - O inimigo de Jonah Hex, que cria uma aberração no tempo ao minerar grandes quantidades de liga anã. Baseado no personagem da DC Comics com o mesmo nome.
- Agente Smith (interpretado por Jacob Richtor quando jovem, Donnelly Rhodes como velho) - Um agente de alto escalão da NSA. Na década de 1980, ele está atrás de um filho de Dominator. No presente, ele está envolvido nas operações que envolvem contato com os Dominadores. Quando suas atividades ilegais são expostas pela Supergirl, Smith é rebaixado por Susan Brayden e transferido para a Antártica.
- Susan Brayden (interpretada por Lucia Walters) - A vice-presidente dos Estados Unidos, que é empossada como a nova presidente dos Estados Unidos após a morte de seu antecessor sem nome nas mãos dos Dominadores.
- John Diggle / Espartano (interpretado por David Ramsey) - Um ex-oficial militar e membro da equipe de Oliver Queen. Ramsey reprisa seu papel de Arrow.
- Caitlin Snow (interpretada por Danielle Panabaker) - Um membro da equipe do Flash dos laboratórios S.T.A.R.. Panabaker reprisa seu papel de The Flash.
- Kara Zor-El / Kara Danvers / Supergirl (interpretada por Melissa Benoist) - Supergirl é uma super-heroína kryptoniana e amiga e aliada de Barry Allen da Terra-38. Benoist reprisa seu papel de Supergirl.
  - Benoist também interpreta sua doppelganger da Terra-X, Overgirl.
- Al Capone (interpretado por Isaac Keoughan) - Um chefe do crime que liderou o Chicago Outfit.
- George Lucas (interpretado por Matt Angel) - Um cineasta e empresário americano que cria as franquias de filmes Star Wars e Indiana Jones.
- George Washington (interpretado por Randall Batinkoff) - Um homem que serve como Comandante Chefe do Exército Continental durante a Guerra Revolucionária Americana e destinado a ser um dos fundadores e primeiro Presidente dos Estados Unidos.
- Charles Cornwallis (interpretado por Noel Johansen) - Oficial comandante do Exército Britânico durante a Guerra Revolucionária Americana.
- Rei Arthur (interpretado por Nils Hognestad) - O governante de Camelot. Baseado no personagem da DC Comics com o mesmo nome.
- Guinevere (interpretada por Elyse Levesque) - A esposa do rei Arthur. Ela é baseada no personagem Arthuriano e no personagem Camelot 3000, da DC Comics.
- J. R. R. Tolkien (interpretado por Jack Turner) - Um segundo tenente do Exército Britânico durante a Primeira Guerra Mundial, que escrevia O Hobbit e O Senhor dos Anéis.

### Introduzidos na terceira temporada
- Júlio César (interpretado por Simon Merrells) - Um renomado general e ditador da República Romana.
- P. T. Barnum (interpretado por Billy Zane) - Um showman que mais tarde seria um dos fundadores da Ringling Bros. e Barnum & Bailey Circus.
- Sandy Palmer (interpretada por Susie Abromeit) - mãe de Ray Palmer.
- Dominator Queen (dublada por Cissy Jones) - A líder dos Dominadores que vem procurar seu filho em Ivy Town durante os anos 80.
- "Gumball" (efeitos vocais fornecidos por Marc Graue) - Uma criança Dominator que acabou na década de 1980 em Ivy Town.
- Curtis Holt / Senhor Incrível (interpretado por Echo Kellum) - é um vigilante tecnológico em Star City e faz parte do Time Arrow. Kellum reprisa seu papel de Arrow. Baseado no personagem da DC Comics de mesmo nome.
- Helena de Tróia (interpretada por Bar Paly) - Uma princesa grega durante a Guerra de Troia que foi deslocada no tempo em Hollywood de 1937. Após a luta com Damien Darhk, Zari Tomaz deixa Helena de Tróia na ilha de Themyscira, enquanto a história é reescrita para afirmar que Helena de Tróia desapareceu misteriosamente durante a Guerra de Troia.
- Cecil B. DeMille (interpretado por Andy Thompson) - Um famoso diretor de cinema.
- Hedy Lamarr (interpretado por Celia Massingham) - Uma inventora e atriz que atuou nas décadas de 1930 e 1940.
- Dick Rory (interpretado por Evan Jones) - O pai de Mick Rory que lutou na Guerra do Vietnã.
- Isaac Newton (interpretado por Lawrence Green) - Um físico que descobriu a gravidade e é recrutado por Martin Stein para ajudá-lo a encontrar uma maneira de dividir a Matriz do Nuclear no momento em que as Lendas estavam lutando contra o Gorila Grodd no Vietnã.
- Lyndon B. Johnson (interpretado por Peter Hall) - O 36º Presidente dos Estados Unidos que visitou o Vietnã durante a Guerra do Vietnã.
- Iris West-Allen (interpretada por Candice Patton) é um membro do Time Flash dos laboratórios S.T.A.R. e esposa de Barry Allen. Patton reprisa seu papel de The Flash.
- Harrison "Harry" Wells (interpretado por Tom Cavanagh) - Um membro do Time Flash da Terra-2. Cavanagh reprisa seu papel de The Flash.
  - Harrison "Nash" Wells (interpretado por Cavanagh) - Um homólogo de Harrison Wells de uma Terra não especificada.
- Alex Danvers (interpretado por Chyler Leigh) - a irmã adotiva de Kara Danvers e ex-agente agora chefe da D.E.O. da Terra-38. Leigh reprisa seu papel de Supergirl.
- Rene Ramirez / Cão Raivoso (interpretado por Rick Gonzalez;) é um vigilante em Star City e parte do Time Arrow. Gonzalez reprisa seu papel de Arrow. Baseado no personagem da DC Comics Jack Wheeler / Cão Raivoso.
- Dinah Drake / Canário Negro (interpretada por Juliana Harkavy) - Uma meta-humana e ex-detetive do Departamento de Polícia da Central City faz parte do Time Arrow como a nova Canário Negro. Harkavy reprisa seu papel de Arrow. Baseado no personagem da DC Comics com o mesmo nome.
- Ray Terrill / The Ray (interpretado por Russell Tovey) - Um herói deslocado na Terra-X. Baseado no personagem da DC Comics com o mesmo nome.
- I.A. de Wellenreiter System (dublado por Susanna Thompson) - O equivalente de Gideon da Terra-X a bordo de uma nave de propriedade do Arqueiro Negro e projetada por Eobard Thawne. Thompson estrelou anteriormente como Moira Queen em Arrow.
- Leif Erikson (interpretado por Thor Knai) - O líder dos vikings da Groenlândia que descobriu Vinland.
- Freydís Eiríksdóttir (interpretado por Katia Winter) - A irmã de Leif Erikson que queria transformar o que se tornaria a América do Norte em New Valhalla.
- Beebo (dublado por Benjamin Diskin) - Um brinquedo que os vikings de Leif Erikson confundem como um deus. As lendas mais tarde se transformam em um gigante Beebo para combater Mallus.
- Barba Negra (interpretado por Jonathan Cake) - Um capitão pirata que opera nas Índias Ocidentais.
- Jesse Wells / Jesse Quick (interpretado por Violett Beane) - Uma super-heroína com velocidade sobre-humana da Terra-2, uma associada do Flash, filha do Dr. Harrison "Harry" Wells e ex-namorada de Wally West. Beane reprisa seu papel de The Flash. Baseado no personagem da DC Comics, Jesse Chambers.
- Elvis Presley (interpretado por Luke Bilyk) - Um cantor que é o "Rei do Rock and Roll". Sua guitarra de alguma forma colocou o Totem da Morte nele, que ele pode usar para enviar os fantasmas para a vida após a morte, levando todos a cantar "Amazing Grace".
- Jesse Garon Presley (interpretado por Luke Bilyk) - O fantasma do irmão gêmeo de Elvis Presley que nasceu morto.
- Lucious Presley (interpretado por Geoffrey Blake) - Um pregador que é o tio de Elvis Presley.
- Barack Obama (interpretado por Lovell Adams-Gray) - O 44º presidente dos Estados Unidos, que é alvo de Gorilla Grodd em seus dias de faculdade.

### Introduzidos na quarta temporada
- Paul Revere (interpretado por Bruce Crawford) - Um patriota da Revolução Americana que foi desalojado no início da Beatlemania até que o Lendas o retornou ao seu próprio tempo depois que Nate teve que cobri-lo em seu passeio da meia-noite.
- Fugutivos Mágicos - Os Fugitivos Mágicos são criaturas mágicas que foram espalhadas pela linha do tempo quando as lendas derrotam Mallus, o que também lhes permitiu escapar do Reino de Mallus.
  - Unicórnio - Este unicórnio em particular tem uma verdadeira aparência demoníaca e é o primeiro fugitivo mágico visto onde atacou Woodstock. É preciso um feitiço que é realizado por John Constantine para bani-lo no inferno. Em uma linha do tempo alternativa causada por John Constantine, Sara é atingida pelo unicórnio, levando as lendas a matar os fugitivos mágicos. Constantine usa os lasers do Waverider para destruir o Unicórnio antes que ele possa fazer o trabalho. Essa linha do tempo alternativa é desfeita quando Constantine a corrige.
  - Criatura Vegetal - Uma criatura vegetal sem nome que é um fugitivo mágico que se esconde em tempos pré-históricos e é levado a Agência do Tempo por Nate Heywood e Gary Green. Isso causa problemas para a Agência do Tempo antes de ser morto fora da tela por Nate e Gary.
  - Shtriga - Um monstro do pântano e fugitivo mágico que ataca crianças em Camp Ogawa em 1995. Ele se apresenta como conselheiro do acampamento chamado Chad Stephens (interpretado por Mason Trueblood). Quando as lendas chegam em 1995 e se apresentam como conselheiros do acampamento, eles lutam contra o Shtriga e o matam.
  - Baba Yaga (interpretada por Natalia Vasiluk) - Um fugitivo mágico que apareceu nos Jogos Olímpicos de Verão de 2008 antes de ser preso pela Agência do Tempo.
  - Chupi, o Chupacabra (interpretado por Anthony Moyer) - Um fugitivo mágico que é detido pela Agência do Tempo.
  - Tagumo - Um monstro gigante de polvo que se enfureceu em Tóquio em 1951. O Tagumo é criado quando Ishirō Honda escreve sobre isso no diário de Brigid. É derrotado por Garima.
  - Minotauro (interpretado por Daniel Cudmore) - Este Minotauro é um fugitivo mágico que é avistado na década de 1920 na França. Durante o planejamento de Heyworld, o Minotaur é revelado como um bom guitarrista.
  - Mike the Spike (dublado por Paul Reubens) - Um Dybbuk que é um fugitivo mágico. Ele possui bonecas com uma instância, com Marie Laveau sendo enquadrada por ser um serial killer enquanto leva o nome de Mike, o Espigão. Quando seu corpo de boneca é destruído, ele possui uma marionete de Martin Stein e ataca as lendas. No momento em que John Constantine corrige o timestream, as Lendas derrota Mike e providencia para que ele seja mandado para a sede da Agência do Tempo.
  - Vermelho (interpretado por Wesley MacInnes) - Um duende que é um velho amigo de Charlie. Ele está escondido em Las Vegas. Devido a Constantine ter adulterado o timestream, Red é morto por Mick, Nate e Ray.
  - Sunjay (interpretado por Sachin Bhatt) - Um homem nascido há milhares de anos, que juntou as cinzas de Kamadeva depois que o deus hindu do amor foi imolado por Shiva.
  - Múmia (interpretada por Alexander J. Baxter) - Um fugitivo mágico detido pelas lendas.
  - Púca (interpretada por Devyn Dalton) - Uma criatura mágica inocente ameaçada pelo rei Kon-sten-tyn, ancestral de Constantine, em 55 A.C..
  - Frederic (interpretado por John DeSantis) - Um fugitivo ogro e mágico que é detido pelas lendas. Ele é revelado um bom cantor quando as Lendas estão planejando o Heyworld.
  - Ciclope - Um monstro de um olho e um fugitivo mágico que é detido pelas lendas.
  - Gnomo - Um gnomo sem nome e fugitivo mágico que é detido pelas lendas.
  - Orc - Um orc sem nome e um fugitivo mágico que é detido pelas lendas.
  - Sassy - Um pé grande e fugitivo mágico que é detido pelas lendas.
  - Wickstable / Mithra - Um dragão que choca de um ovo que foi acidentalmente deixado na casa de Zari mais jovem em 2019. Ela o chama de "Mithra". Quando é apreendida pelas forças de Neron, Tabitha envelhece e a usa para atacar Heyworld. Quando um Zari mais novo recupera o controle de Wickstable, ele come Tabitha antes de voltar para um bebê dragão.
- Jerry Garcia (interpretado por Rob McEachern) - O vocalista do Grateful Dead que se apresentou no Woodstock. Nate teve que tomar maconha dele como um dos ingredientes necessários para banir um unicórnio demoníaco de volta ao inferno.
- Jimi Hendrix (interpretado por Shane Symons) - Uma estrela do rock e guitarrista que se apresentou no Woodstock. Ele possuía um xamã que as lendas precisavam dele como um dos ingredientes necessários para banir um unicórnio demoníaco de volta ao inferno.
- Janis Joplin (interpretada por Sara Rabey) - Uma estrela do rock que se apresentou no Woodstock. Ela possuía uma fechadura que as lendas tinham que tirar dela como um dos ingredientes necessários para banir um unicórnio demoníaco de volta ao inferno.
- Rainha Elizabeth II (interpretada por Gwenda Lorenzetti) - A rainha da Inglaterra que as lendas encontram na década de 1970. Ela é representada por Charlie.
- Ishirō Honda (interpretado por Eijiro Ozaki) - Um diretor de cinema e roteirista japonês conhecido por seu trabalho em projetos que envolvem personagens de Kaiju e Tokusatsu. Ele escreveu sobre o Tagumo no diário de Brigid que o trouxe à vida. A Honda testemunhou a luta entre as lendas, Tagumo e Garima. Após a luta, Mick deu à Honda a inspiração para lançar uma ideia para Godzilla, citando que "lagartos são reis".
- Garima (interpretada por Vesna Ennis) - Uma espadachim e rainha do Thanzanon que é um personagem de uma história sobre a qual Mick Rory está escrevendo. Ela é trazida à vida por Mick usando o diário de Brigid.
- Ernest Hemingway (interpretado por Andrew Lees) - Jornalista, romancista e escritor de contos americano que os Legends encontram em um salão de beleza em Paris durante sua busca pelo Minotauro.
- F. Scott Fitzgerald (interpretado por Jason McKinnon) - Um escritor de ficção americano durante a Era do Jazz que as lendas encontram em um salão de beleza em Paris durante sua busca pelo Minotauro.
- Zelda Fitzgerald (interpretada por Meganne Young) - Socialite americana, romancista, pintora e esposa do autor F. Scott Fitzgerald que as lendas encontram em um salão de beleza em Paris durante sua busca pelo Minotauro.
- Marie Laveau (interpretada por Joyce Guy) - praticante de vodu e bisavó de Desmond.
- Marilyn Monroe (interpretada por Jocelyn Panton) - Atriz, modelo e cantora. Charlie posa como ela ao visitar Las Vegas na década de 1960.
- El Cura (interpretado por Frank Gallegos) - Um lutador profissional mexicano cuja carreira está arruinada quando Konane começa a lutar como El Lobo. El Cura parece ser baseado em El Santo.
- Richard Nixon (interpretado por Paul Ganus) - O 37º Presidente dos Estados Unidos, que perde sua capacidade de mentir depois que uma barata, um agente de Maat, entra nele.
- Triunvirato - Um grupo de demônios que governam o Inferno e estão em concorrência com Neron.
  - Belzebu (interpretado por Bill Croft) - Parte do Triunvirato.
  - Belial (interpretado por Mel Tuck) - Parte do Triumvirate.
  - Satanás (interpretado por Beau Daniels) - Parte do Triunvirato.
- Calibraxis (interpretado por Jason Simpson) - Um demônio com uma vingança pessoal contra John Constantine. Ele é destruído por Nora Darhk.

### Introduzidos na quinta temporada
- Kal-El / Clark Kent / Superman (interpretado por Tyler Hoechlin) - O primo de Supergirl que defende Metropolis. Hoechlin reprisa seu papel de Supergirl.
- Lex Luthor (interpretado por Jon Cryer) - O inimigo de Superman e Supergirl. Cryer reprisa seu papel de Supergirl.
- Nia Nal / Sonhadora (interpretada por Nicole Maines) - Uma aliada Naltoriana da Supergirl com precognição. Maines reprisa seu papel de Supergirl.
- J'onn J'onzz / Caçador de Marte (interpretado por David Harewood) - Um marciano verde e aliado da Supergirl. Harewood reprisa seu papel de Supergirl
- Lois Lane (interpretada por Elizabeth Tulloch) - A esposa do Superman e repórter do Planeta Diário. Tulloch reprisa seu papel de Supergirl
- Kate Kane / Batwoman (interpretada por Ruby Rose) - A primo de Bruce Wayne que protege Gotham City depois que ele e seu alter-ego de Batman desaparecem. Rose reprisa seu papel de Batwoman.
- Lyla Michaels (interpretada por Audrey Marie Anderson) - A diretora da A.R.G.U.S. que se tornou a Percursora enquanto trabalhava para o Monitor. Anderson reprisa seu papel de Arrow.
- Ryan Choi (interpretado por Osric Chau) - Um cientista de Ivy Town que foi recrutado para ajudar a evitar a crise.
- Jefferson Pierce / Raio Negro (interpretado por Cress Williams) - Um professor com poderes elétricos originalmente de uma Terra não especificada que foi recrutado para ajudar a evitar Crise antes de sua Terra ser fundida com a Terra-1 e a Terra-38 para se tornar a Terra-Prime. Williams reprisa seu papel de Raio Negro.
- Joslyn "Joss" Jackam / Bruxa do Tempo (interpretada por Reina Hardesty) - A filha distante do Mago do Tempo que possui um cajado de meta-tecnologia que lhe permite controlar o clima e uma inimiga do Flash. Hardesty reprisa seu papel de The Flash.
- Marv (interpretado por Marv Wolfman) - Um homem que recebe um autógrafo de Supergirl e Flash.
- Sargon, o Feiticeiro (interpretado por Raúl Herrera) - Um mágico que usou uma ilusão de Beebo como diversão enquanto roubava um banco antes de ser confrontado por Flash e Sara Lance.
- Presidente (interpretado por Eileen Pedde) - Um presidente não identificado na Terra-Prime que se dirige à nação sobre a derrota do Anti-Monitor e o sacrifício de Arqueiro Verde.
- Os Encores - Os Encores são várias figuras históricas malignas que receberam uma segunda chance de vida pela Astra. Mona Wu foi quem inventou o nome deles. Os Encores não podem morrer pelos meios tradicionais, pois uma parte de suas almas está ligada ao inferno.
  - Grigori Rasputin (interpretado por Michael Eklund) - Um homem místico e autoproclamado russo que fez amizade com a família do czar Nicolau II e foi morto por Dmitri Pavlovich. Astra concedeu à sua alma uma segunda chance, permitindo que Rasputin se levantasse da sepultura e levasse seus seguidores a se vingar de Pavlovich. Embora Ray usasse seu traje para sair dele e permitir que as lendas engarrafassem seus restos mortais, Astra o chamou de volta ao inferno.
  - Bugsy Siegel (interpretado por Jonathan Sadowski) - "O gangster mais infame e temido do dia", que foi baleado por um agressor desconhecido na casa de sua namorada Virginia Hill. Astra não apenas o ignorou, mas também lhe deu uma arma do inferno para destruir os corpos e as almas de seus inimigos. Após seu renascimento, Bugsy rapidamente recuperou seu poder e colocou a polícia do seu lado. Quando as lendas o detiveram, Constantine levou Bugsy ao inferno para matá-lo com sua arma do inferno.
  - Kathy Meyers (interpretada por Beth Riesgraf) - A mãe de Freddy Meyers, que se tornou a mascarada "Prom Night Slasher" em 1989, porque ela não queria perder o filho e atacou a Central City High antes de acusá-lo por seus crimes e pela morte de um ataque cardíaco quando ele foi executado em 2004. Depois que Astra a observou com telepatia e invulnerabilidade, Kathy começou a amarrar pontas soltas, atacando a reunião; especialmente a única sobrevivente de seu ataque inicial, Tiffany. Em 1989, Kathy continuou sua fúria até Behrad a nocautear e deixá-la para a polícia, fazendo com que sua contraparte em 2004 desaparecesse e desfizesse os danos que ela havia causado.
  - Genghis Khan (interpretado por Terry Chen) - O fundador e imperador do Império Mongol, que se tornou o maior império contíguo da história após sua morte. Depois que Astra o ocultou, ela lhe deu uma espada especial do Inferno que destrói qualquer pessoa empalada por ela. Depois que Khan sai de sua tumba na década de 1990, ele assume o controle das tríades contemporâneas para forçar o príncipe Charles a transferir o controle de Hong Kong para ele antes que Charlie o mate com sua própria espada.
- Nicolau II (interpretado por Ryan Elm) - O último czar conhecido da Rússia.
- Alexandra Feodorovna (interpretada por Luisa Jojic) - A esposa de Nicolau II, que foi objeto da obsessão de Rasputin.
- Freddy Meyers (interpretado por Seth Meriwether na adolescência, Garrett Quirk na idade adulta) - O filho de Kathy Meyers que foi acusado de crimes de sua mãe como o baile de finalistas e executado em 2004. Três das lendas voltaram a 1989 para definir ele acertando sua noite de formatura, contratando-o para um encontro com Tiffany e parando sua mãe. Na nova linha do tempo que se seguiu, Freddy agora é casado com Tiffany e nunca se tornou um criminoso.
- Tiffany Harper (interpretada por Jasmine Vega na adolescência, Veronika London na idade adulta) - Uma estudante da turma de Central City High de 1989, ama os interesses de Freddy Meyers e a única sobrevivente do primeiro ataque do Prom Night Slasher antes de ser morta durante o reunião. Quando o Legends voltou a 1989 para salvar a noite do baile de Freddy, eles conseguiram convencer Tiffany a convidá-lo para sair, impediram-na de fazer uma brincadeira com ele e o Prom Night Slasher. Como resultado, Tiffany se casou com Freddy.
- Ali (interpretado por Pascal Lamothe-Kipness na adolescência, Lisa Marie DiGiacinto na idade adulta) - Aluno da classe de Central City High de 1989 e ex-namorada de Mick. Ela era originalmente uma das vítimas do baile de formatura antes que as lendas a detivessem, evitando a morte de Ali. Em 2004, Mick se reconecta com ela e, inadvertidamente, concebe uma filha com ela.
- Napoleão Bonaparate (interpretado por Kazz Leskard) - Um líder militar francês que se coroou o Imperador da França durante o início do século XIX. Quando Marie Antonieta foi encantada e recebeu perfume mágico para fazer todos se sentirem atraídos por ela, uma versão mais jovem de Napoleão da década de 1790 passou a fazer parte de sua comitiva antes que as Lendas a parassem.
- Coin Maker (interpretado por Sarah Strange) - Um demônio no inferno que faz moedas de alma que Astra visitou para adulterar a de John Constantine.
- Pippa (interpretada por Madeline Hirvonen) - Uma das acusações de Nora. Ela e Nora tentaram fazer Constantine se sentir melhor depois que Astra violou sua moeda de alma. Ray depois vigiou Pippa quando o pai de Nora, Damien Darhk, a visitou. Depois que os darhks começaram a brigar por sua vida, Pippa os desejou participar de um episódio do Cul-De-Sac do Sr. Parker, para que eles pudessem resolver seus problemas. Depois disso, Pippa libertou Nora de sua servidão.
- Príncipe Charles (interpretado por Chris Robson) - O príncipe de Gales que supervisionou a entrega de Hong Kong. Ele foi alvejado por Genghis Khan, que queria que Charles lhe desse Hong Kong, mas Charlie usou seus poderes de troca de forma para enganar Khan, enquanto o Legends mantinha o verdadeiro príncipe Charles em segurança.
- Bengala de Bulldog (dublada por Robin Atkin Downes) - Uma bengala com cabeça de buldogue que Constantine fala brevemente enquanto Astra interfere em sua vida.
- Lita (interpretada por Mina Sundwall) - Uma garota que escreveu críticas negativas aos livros de Mick. Ele e Zari a confrontaram, apenas para descobrir que Lita é filha dele e de Ali.
- Sr. Parker (interpretado por Erik Gow) - O apresentador do Cul-De-Sac do Sr. Parker (uma paródia do bairro do senhor Rogers).
- William Shakespeare (interpretado por Rowan Schlosberg) - Um dramaturgo e ator inglês. The Legends chegou ao seu tempo em busca de um anel conectado ao tear do destino enquanto ele estava trabalhando no final de Romeu e Julieta, apenas para se inspirar a escrever uma versão em super-herói da história depois que eles não conseguiram apagar suas memórias corretamente. A pedido de Sara, o Legends reprimiu seu erro e preencheu uma peça da peça.

A seguir, os personagens que fazem participações especiais não creditadas de suas respectivas séries, da DC Comics, durante o epílogo da "Crise nas Infinitas Terras":
- Brec Bassinger como Courtney Whitmore / Sideral, Kron Moore como Beth Chapel / Doutora Meia-Noite, Yvette Monreal como Yolanda Montez / Pantera e Cameron Gellman como Rick Tyler / Homem-Hora que vão aparecer na série Stargirl (ambientada na Terra-2).
- Teagan Croft como Rachel Roth, Curran Walters como Jason Todd / Robin, Alan Ritchson como Hank Hall / Rapina, Minka Kelly como Dawn Granger / Columba e Anna Diop como Koriand'r / Kory Anders / Estelar da série Titans (ambientada na Terra-9).
- April Bowlby como Rita Farr, Diane Guerrero como Jane, Joivan Wade como Victor "Vic" Stone / Ciborgue, Riley Shanahan como Cliff Steele, Matthew Zuk como Larry Trainor da série Doom Patrol (ambientada na Terra-21).
- Imagens de arquivo de Derek Mears como Monstro do Pântano usadas na série Swamp Thing (ambientada na Terra-19).

## Aparições
| Ator                      | Personagem                                  | Legends of Tomorrow | Legends of Tomorrow | Legends of Tomorrow | Legends of Tomorrow | Legends of Tomorrow | Legends of Tomorrow | Legends of Tomorrow | Total de Episódios |
| ------------------------- | ------------------------------------------- | ------------------- | ------------------- | ------------------- | ------------------- | ------------------- | ------------------- | ------------------- | ------------------ |
| Ator                      | Personagem                                  | 1                   | 2                   | 3                   | 4                   | 5                   | 6                   | 7                   | Total de Episódios |
| Caity Lotz                | Sara Lance / Canário Branco                 | 16 Eps.             | 17 Eps.             | 18 Eps.             | 16 Eps.             | 15 Eps.             | 14 Eps.             | 13 Eps.             | 109                |
| Amy Pemberton             | Gideon                                      | 16 Eps.             | 15 Eps.             | 18 Eps.             | 16 Eps.             | 12 Eps.             | 14 Eps.             | 13 Eps.             | 104                |
| Dominic Purcell           | Mick Rory / Onda Térmica                    | 16 Eps.             | 17 Eps.             | 18 Eps.             | 16 Eps.             | 15 Eps.             | 14 Eps.             | -                   | 96                 |
| Brandon Routh             | Ray Palmer / Átomo                          | 16 Eps.             | 17 Eps.             | 18 Eps.             | 16 Eps.             | 8 Eps.              | -                   | 1 Ep.               | 76                 |
| Franz Drameh              | Jefferson Jackson / Nuclear                 | 16 Eps.             | 17 Eps.             | 10 Eps.             | -                   | -                   | -                   | 1 Ep.               | 44                 |
| Victor Garber             | Martin Stein / Nuclear                      | 16 Eps.             | 17 Eps.             | 7 Eps.              | -                   | -                   | -                   | 1 Ep.               | 41                 |
| Arthur Darvill            | Rip Hunter                                  | 16 Eps.             | 12 Eps.             | 7 Eps.              | -                   | -                   | -                   | 1 Ep.               | 36                 |
| Wentworth Miller          | Leonard Snart / Capitão Frio / Cidadão Frio | 16 Eps.             | 4 Eps.              | 3 Eps.              | -                   | -                   | -                   | 1 Ep.               | 24                 |
| Ciara Renée               | Kendra Saunders / Mulher Gavião             | 16 Eps.             | -                   | -                   | -                   | -                   | -                   | -                   | 16                 |
| Nick Zano                 | Nathan Heywood / Cidadão Gládio             | -                   | 17 Eps.             | 18 Eps.             | 15 Eps.             | 15 Eps.             | 15 Eps.             | 13 Eps.             | 93                 |
| Maisie Richardson-Sellers | Amaya Jiwe / Vixen                          | -                   | 17 Eps.             | 18 Eps.             | -                   | -                   | -                   | -                   | 35.                |
| Maisie Richardson-Sellers | Charlie                                     | -                   | -                   | -                   | 14 Eps.             | 13 Eps.             | -                   | -                   | 27                 |
| Tala Ashe                 | Zari Adrianna Tomaz                         | -                   | -                   | 16 Eps.             | 16 Eps.             | 14 Eps.             | 15 Eps.             | 13 Eps.             | 74                 |
| Jess Macallan             | Ava Sharpe                                  | -                   | -                   | 13 Eps.             | 14 Eps.             | 15 Eps.             | 15 Eps.             | 13 Eps.             | 70                 |
| Matt Ryan                 | John Constantine                            | -                   | -                   | 4 Eps.              | 16 Eps.             | 14 Eps.             | 13 Eps.             | -                   | 47                 |
| Adam Tsekhman             | Gary Green                                  | -                   | -                   | 9 Eps.              | 13 Eps.             | 11 Eps.             | 13 Eps.             | 13 Eps.             | 59                 |
| Courtney Ford             | Nora Darhk                                  | -                   | -                   | 9 Eps.              | 11 Eps.             | 7 Eps.              | -                   | 1 Ep.               | 28                 |
| Shayan Sobhian            | Behrad Tarazi                               | -                   | -                   | -                   | 1 Ep.               | 10 Eps.             | 13 Eps.             | 13 Eps.             | 37                 |
| Olivia Sawann             | Astra Logue                                 | -                   | -                   | -                   | 2 Eps.              | 10 Eps.             | 12 Eps.             | 13 Eps.             | 37                 |
| Lisseth Chavez            | Esperanza Cruz                              | -                   | -                   | -                   | -                   | -                   | 15 Eps.             | 13 Eps.             | 36                 |
| Recorrentes               |                                             |                     |                     |                     |                     |                     |                     |                     |                    |
| Casper Crump              | Vandal Savage                               | 10 Eps.             | -                   | -                   | 1 Ep.               | -                   | -                   | -                   | 11                 |
| Falk Hentschel            | Carter Hall/Gavião Negro                    | 7 Eps.              | -                   | -                   | -                   | -                   | -                   | 1 Ep.               | 8                  |
| Martin Donovan            | Zaman Druce                                 | 4 Eps.              | -                   | -                   | -                   | -                   | -                   | -                   | 4                  |
| Alex Duncan               | Miranda Coburn                              | 4 Eps.              | -                   | -                   | -                   | -                   | -                   | -                   | 4                  |
| Neal McDonough            | Damien Darhk                                | 1 Ep.               | 9 Eps.              | 10 Eps.             | -                   | 1 Ep.               | -                   | -                   | 21                 |
| Matt Letscher             | Eobard Thawne / Flash Reverso               | -                   | 12 Eps.             | -                   | -                   | -                   | -                   | 2 Eps.              | 14                 |
| John Barrowman            | Malcolm Merlyn / Arqueiro Negro             | -                   | 6 Eps.              | -                   | -                   | -                   | -                   | -                   | 6                  |
| Christina Brucato         | Lily Stein                                  | -                   | 3 Eps.              | 4 Eps.              | -                   | -                   | -                   | -                   | 7                  |
| Keiynan Lonsdale          | Wally West / Kid Flash                      | -                   | -                   | 9 Eps.              | -                   | -                   | -                   | -                   | 9                  |
| Tracy Ifeachor            | Kuasa                                       | -                   | -                   | 7 Eps.              | -                   | -                   | -                   | -                   | 7                  |
| Ramona Young              | Mona Wu                                     | -                   | -                   | -                   | 13 Eps.             | 4 Eps.              | -                   | -                   | 17                 |
| Thomas F. Wilson          | Hank Heywood                                | -                   | -                   | -                   | 9 Eps.              | -                   | -                   | -                   | 9                  |
| Christian Keyes           | Neron / Desmond                             | -                   | -                   | -                   | 7 Eps.              | -                   | -                   | -                   | 7                  |
| Jane Carr                 | Tabitha / Fada Madrinha                     | -                   | -                   | -                   | 5 Eps.              | -                   | -                   | -                   | 5                  |
| Susan Hogan               | Dorothy Heywood                             | -                   | -                   | -                   | 4 Eps.              | -                   | -                   | -                   | 4                  |
| Mina Sundwall             | Lita                                        | -                   | -                   | -                   | -                   | 6 Eps.              | 2 Eps.              | -                   | 8                  |
| Sarah Stranger            | Lachesis                                    | -                   | -                   | -                   | -                   | 7 Eps.              | -                   | -                   | 7                  |
| Joanna Vanderham          | Atropos                                     | -                   | -                   | -                   | -                   | 5 Eps.              | -                   | -                   | 5                  |
| Lisa Marie DiGiacinto     | Ali                                         | -                   | -                   | -                   | -                   | 4 Eps.              | -                   | -                   | 4                  |
| Raffi Barsoumian          | Bishop                                      | -                   | -                   | -                   | -                   | -                   | 7 Eps.              | 3 Eps.              | 10                 |
| Aliyah O'Brien            | Kayla                                       | -                   | -                   | -                   | -                   | -                   | 6 Eps.              | -                   | 6                  |
| Giacomo Baessato          | J. Edgar Hoover                             | -                   | -                   | -                   | -                   | -                   | -                   | 5 Eps.              | 5                  |